# Auslandsreisen von Papst Benedikt XVI.

Von Benedikt XVI. besuchte Länder

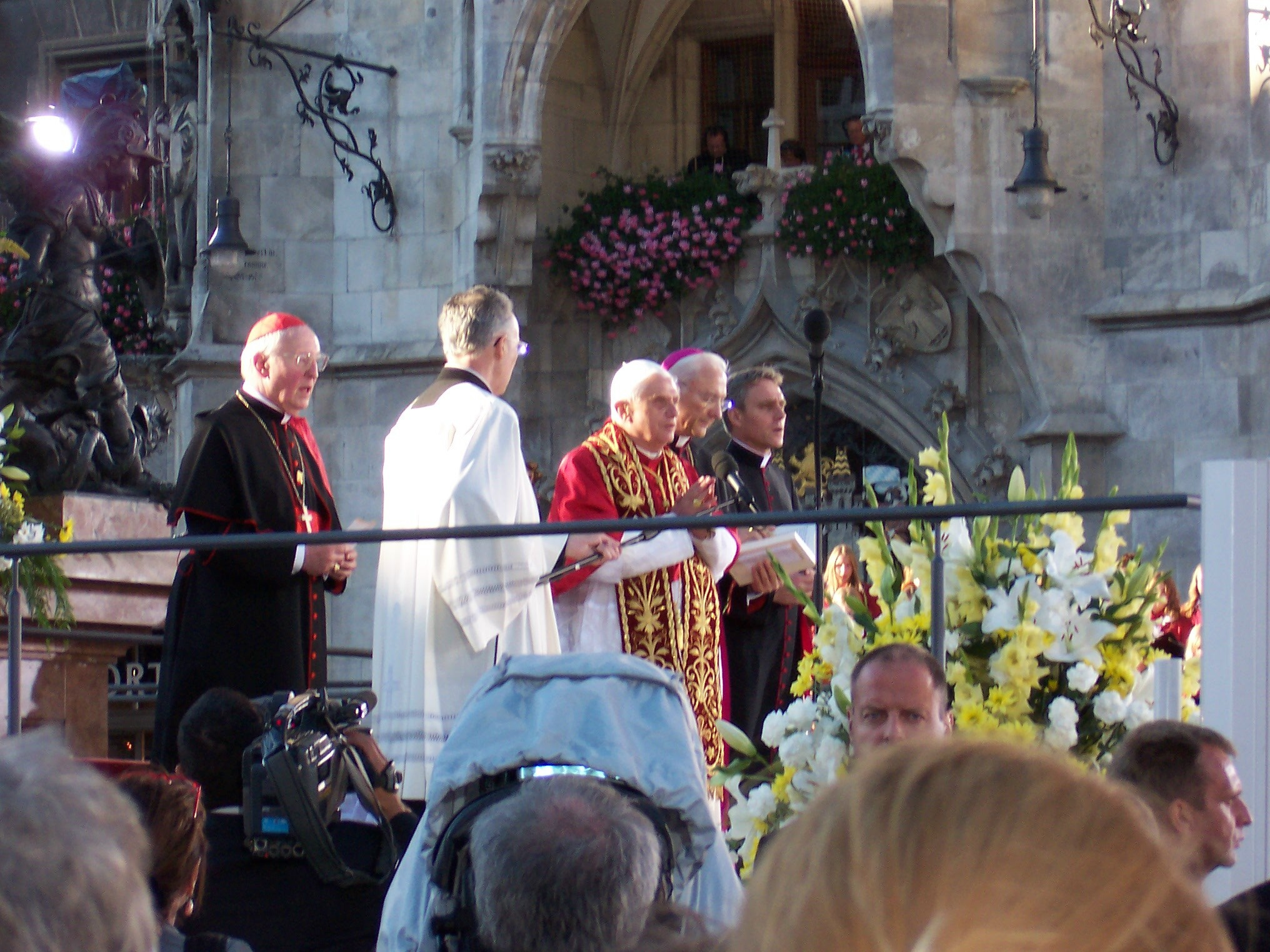
Papst Benedikt XVI. betet vor der Mariensäule in München (Bayernbesuch 2006)

Dieser Artikel enthält eine chronologisch geordnete Liste der Auslandsreisen von Papst Benedikt XVI. mit seinen wichtigsten Zielen und Aussagen. Papst Benedikt absolvierte 24 apostolische Reisen in das außeritalienische Ausland sowie 31 inneritalienische Pastoralreisen (einschließlich San Marino) und zwei italienische Staatsbesuche. Papst Benedikt besuchte während seiner Amtszeit alle fünf dauerhaft bewohnten Kontinente.

## Übersicht

### Apostolische Reisen in das außeritalienische Ausland
|      | Ziel                     | Datum                      | Jahr | Anlass/Besuchte Orte |
| ---- | ------------------------ | -------------------------- | ---- | --- |
| 1    | Deutschland 1            | 18.–21. August             | 2005 | Apostolische Reise nach Köln anlässlich des XX. Weltjugendtages                                                                                             |
| 2    | Polen 1                  | 25.–28. Mai                | 2006 | Apostolische Reise nach Polen (Warschau, Tschenstochau/Jasna Góra, Krakau, Wadowice, Kalwaria Zebrzydowska, Łagiewniki, Auschwitz)                          |
| 3    | Spanien 1                | 8.–9. Juli                 | 2006 | Apostolische Reise zum V. Weltfamilientreffen nach Valencia                                                                                                 |
| 4    | Deutschland 2            | 9.–14. September           | 2006 | Apostolische Reise nach Bayern (München, Altötting, Marktl, Regensburg, Freising)                                                                           |
| 5    | Türkei 1                 | 28. November – 1. Dezember | 2006 | Apostolische Reise in die Türkei (Ankara, Ephesus, Istanbul)                                                                                                |
| 6    | Brasilien 1              | 9.–14. Mai                 | 2007 | Apostolische Reise nach Brasilien anlässlich der V. Generalkonferenz des Episkopats von Lateinamerika und der Karibik (São Paulo, Aparecida, Guaratinguetá) |
| 7    | Österreich 1             | 7.–9. September            | 2007 | Apostolische Reise nach Österreich anlässlich des 850. Gründungsjubiläums des Wallfahrtsortes Mariazell (Wien, Mariazell, Heiligenkreuz)                    |
| 8    | USA 1                    | 15.–24. April              | 2008 | Apostolische Reise in die Vereinigten Staaten von Amerika (Washington, New York City)                                                                       |
| 9    | Australien 1             | 12.–21. Juli               | 2008 | Apostolische Reise nach Sydney anlässlich des XXIII. Weltjugendtages                                                                                        |
| 10   | Frankreich 1             | 12.–15. September          | 2008 | Apostolische Reise nach Frankreich anlässlich des 150. Jahrestages der Erscheinungen von Lourdes (Paris, Lourdes)                                           |
| 11.1 | Kamerun 1                | 17.–20. März               | 2009 | Apostolische Reise nach Kamerun (Yaoundé) |
| 11.2 | Angola 1                 | 20.–23. März               | 2009 | Apostolische Reise nach Angola (Luanda) |
| 12.1 | Jordanien 1              | 8.–11. Mai                 | 2009 | Apostolische Reise nach Jordanien (Amman, Berg Nebo, Bethanien)                                                                                             |
| 12.2 | Israel 1                 | 11.–15. Mai                | 2009 | Apostolische Reise nach Israel (Jerusalem, Betlehem, Yad Vashem, Nazareth)                                                                                  |
| 13   | Tschechien 1             | 26.–28. September          | 2009 | Apostolische Reise nach Tschechien (Prag, Brünn, Altbunzlau)                                                                                                |
| 14   | Malta 1                  | 17.–18. April              | 2010 | Apostolische Reise nach Malta |
| 15   | Portugal 1               | 11.–14. Mai                | 2010 | Apostolische Reise nach Portugal |
| 16   | Zypern 1                 | 4.–6. Juni                 | 2010 | Apostolische Reise nach Zypern |
| 17   | Vereinigtes Königreich 1 | 16.–19. September          | 2010 | Apostolische Reise in das Vereinigte Königreich (Edinburgh, Glasgow, London, Birmingham)                                                                    |
| 18   | Spanien 2                | 6.–7. November             | 2010 | Apostolische Reise nach Spanien (Santiago de Compostela und Barcelona)                                                                                      |
| 19   | Kroatien 1               | 4.–5. Juni                 | 2011 | Apostolische Reise nach Kroatien (Zagreb) |
| 20   | Spanien 3                | 18.–21. August             | 2011 | Apostolische Reise nach Madrid anlässlich des XXVI. Weltjugendtags                                                                                          |
| 21   | Deutschland 3            | 22.–25. September          | 2011 | Apostolische Reise nach Deutschland (Berlin, Erfurt, Etzelsbach, Lahr/Schwarzwald, Freiburg im Breisgau)                                                    |
| 22   | Benin 1                  | 18.–20. November           | 2011 | Apostolische Reise in den Benin (Cotonou, Ouidah) |
| 23   | Mexiko 1 und Kuba 1      | 23.–29. März               | 2012 | Apostolische Reise nach Mexiko (León, Guanajuato) und Kuba (Santiago de Cuba und Havanna)                                                                   |
| 24   | Libanon 1                | 14.–16. September          | 2012 | Apostolische Reise in den Libanon (Beirut, Harissa, Baabda, Bzommar, Bkerke, Charfet)                                                                       |

### Pastoral- und Staatsbesuche innerhalb Italiens (einschließlich San Marino)
|    | Ziel         | Datum           | Jahr | Anlass/Besuchte Orte                                                                |
| -- | ------------ | --------------- | ---- | ----------------------------------------------------------------------------------- |
| 1  | Italien 1    | 29. Mai         | 2005 | Pastoralbesuch in Bari zum Abschluss des Nationalen Eucharistischen Kongresses      |
| 2  | Italien 2    | 24. Juni        | 2005 | Staatsbesuch beim italienischen Staatspräsidenten im Quirinalpalast in Rom          |
| 3  | Italien 3    | 1. September    | 2006 | Pilgerreise zum Heiligtum des „Heiligen Antlitzes“ von Manoppello                   |
| 4  | Italien 4    | 19. Oktober     | 2006 | Besuch in Verona anlässlich des IV. Nationalen Kongresses der Italienischen Kirche  |
| 5  | Italien 5    | 21.–22. April   | 2007 | Pastoralbesuch in Vigevano und Pavia                                                |
| 6  | Italien 6    | 17. Juni        | 2007 | Pastoralbesuch in Assisi                                                            |
| 7  | Italien 7    | 1.–2. September | 2007 | Pastoralbesuch in Loreto anlässlich der „Agora“ der italienischen Jugendlichen      |
| 8  | Italien 8    | 23. September   | 2007 | Pastoralbesuch in Velletri                                                          |
| 9  | Italien 9    | 21. Oktober     | 2007 | Pastoralbesuch in Neapel                                                            |
| 10 | Italien 10   | 17.–18. Mai     | 2008 | Pastoralbesuch in Savona und Genua                                                  |
| 11 | Italien 11   | 14.–15. Juni    | 2008 | Pastoralbesuch in Santa Maria di Leuca und Brindisi                                 |
| 12 | Italien 12   | 7. September    | 2008 | Pastoralbesuch in Cagliari                                                          |
| 13 | Italien 13   | 4. Oktober      | 2008 | Staatsbesuch beim italienischen Staatspräsidenten im Quirinalpalast in Rom          |
| 14 | Italien 14   | 19. Oktober     | 2008 | Pastoralbesuch des Marienheiligtums in Pompei bei Neapel                            |
| 15 | Italien 15   | 28. April       | 2009 | Pastoralbesuch des Erdbebengebietes der Abruzzen (Onna und L’Aquila)                |
| 16 | Italien 16   | 24. Mai         | 2009 | Pastoralbesuch in Cassino (Latium) und der Benediktinerabtei Montecassino           |
| 17 | Italien 17   | 21. Juni        | 2009 | Pastoralbesuch in San Giovanni Rotondo                                              |
| 18 | Italien 18   | 6. September    | 2009 | Pastoralbesuch in Viterbo und Bagnoregio                                            |
| 19 | Italien 19   | 8. November     | 2009 | Pastoralbesuch in Brescia und Concesio                                              |
| 20 | Italien 20   | 2. Mai          | 2010 | Pastoralbesuch in Turin mit Pilgerfahrt zum Turiner Grabtuch                        |
| 21 | Italien 21   | 4. Juli         | 2010 | Pastoralbesuch in Sulmona                                                           |
| 22 | Italien 22   | 5. September    | 2010 | Pastoralbesuch in Carpineto Romano                                                  |
| 23 | Italien 23   | 3. Oktober      | 2010 | Pastoralbesuch in Palermo                                                           |
| 24 | Italien 24   | 7.–8. Mai       | 2011 | Pastoralbesuch in Aquileia und Venedig                                              |
| 25 | San Marino 1 | 19. Juni        | 2011 | Pastoralbesuch in der Diözese San Marino-Montefeltro mit Staatsbesuch in San Marino |
| 26 | Italien 25   | 11. September   | 2011 | Pastoralbesuch in Ancona zum Abschluss des Nationalen Eucharistischen Kongresses    |
| 27 | Italien 26   | 9. Oktober      | 2011 | Pastoralbesuch in Lamezia Terme und Serra San Bruno                                 |
| 28 | Italien 27   | 27. Oktober     | 2011 | Friedenstreffen der Weltreligionen in Assisi                                        |
| 29 | Italien 28   | 13. Mai         | 2012 | Pastoralbesuch in Arezzo und Sansepolcro                                            |
| 30 | Italien 29   | 1.–3. Juni      | 2012 | Pastoralbesuch in Mailand und Bresso zum VII. Weltfamilientreffen                   |
| 31 | Italien 30   | 26. Juni        | 2012 | Pastoralbesuch in der Erdbebenregion Emilia-Romagna                                 |
| 32 | Italien 31   | 15. Juli        | 2012 | Pastoralbesuch in Frascati                                                          |
| 33 | Italien 32   | 4. Oktober      | 2012 | 2. Pastoralbesuch im Wallfahrtsort Loreto                                           |

## Reisen 2005

### Italien (1)
Seine erste offizielle Reise, ein Pastoralbesuch, der noch von seinem Vorgänger Johannes Paul II. geplant war, führte den Papst am 29. Mai 2005 in die süditalienische Stadt Bari. Hier zelebrierte er die Abschlussmesse des XXIV. Nationalen Eucharistischen Kongresses Italiens und betete mit den Gläubigen das Angelusgebet.

### Italien (2)
Offizieller Staatsbesuch in Italien am 24. Juni 2005 mit Antrittsbesuch bei Staatspräsident Carlo Azeglio Ciampi im Quirinalspalast. Auch dieser Besuch war bereits durch den verstorbenen Papst Johannes Paul II. für den 29. April 2005 vorgesehen und sollte einer Annäherung zwischen Vatikan und italienischem Staat nach rund zwanzigjähriger Entfremdung dienen.

### Deutschland (1)

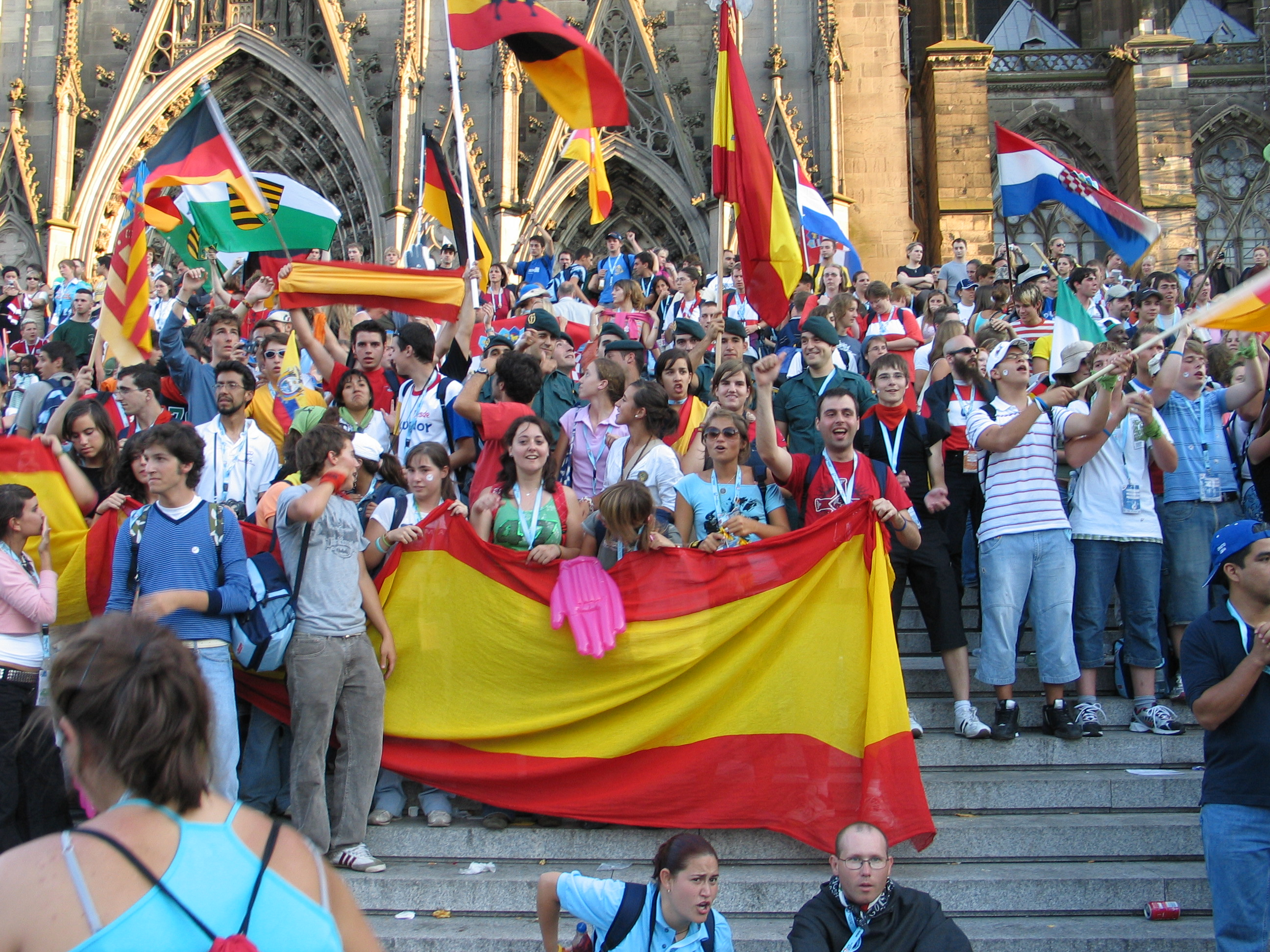
Pilgergruppe beim Besuch Benedikts XVI. in Köln (August 2005)

Die erste apostolische Reise Benedikts XVI. begann am 18. August 2005. Sie führte ihn zum Weltjugendtag in Köln und erstmals in sein Heimatland (es handelte sich nicht um einen offiziellen Deutschlandbesuch). Während seines viertägigen Aufenthaltes traf er auf Bundespräsident Horst Köhler und Bundeskanzler Gerhard Schröder. Des Weiteren besuchte er den Kölner Dom sowie die Kölner Synagoge, wo er führende Vertreter des deutschen Judentums traf. Am 20. August fand eine feierliche Vigil, am nächsten Tag der große Abschlussgottesdienst des WJT auf dem Marienfeld vor Köln mit über einer Million Gläubigen statt. Seine Predigt dort unterschied sich sehr von einer seines Vorgängers Johannes Paul II. Er verzichtete auf Bezüge zur katholischen Sexuallehre und zur Marienverehrung. Er setzte Zeichen des interreligiösen Dialogs, indem er während des Weltjugendtages in Köln am 19. August 2005 die dortige Synagoge besuchte und sich tags darauf mit Vertretern der muslimischen Gemeinde traf. Am 21. August 2005 endete die Reise mit dem Rückflug nach Rom. Am 25. August 2007 segnete Weihbischof Heiner Koch auf dem Marienfeld den so genannten Papsthügel ein. Die Aufschüttung wurde oben etwas breiter gemacht, und der Altar und das Weltjugendtagskreuz sind heute fest mit dem Erdreich verwachsen. Verwendet wurden auch verschiedene Erden, die ein Jahr vor dem Weltjugendtag Delegierte aus der ganzen Welt zu einem Treffen in Köln mitgebracht hatten.

## Reisen 2006

### Polen
Diese apostolische Reise vom 25. bis 28. Mai 2006 war eine Verneigung vor der Heimat seines Vorgängers Johannes Paul II. Neben Warschau, wo Benedikt XVI. den polnischen Präsidenten Lech Kaczyński traf, führte ihn diese Reise zum Marienheiligtum von Jasna Góra, nach Wadowice (Geburtsort von Johannes Paul II.), an den Wallfahrtsort Kalwaria Zebrzydowska und nach Krakau, die Bischofsstadt Karol Wojtyłas (jeweils in Südpolen).
Höhepunkt der Reise des Papstes war sein Besuch des Konzentrationslagers Auschwitz, wo er in der Todeszelle des Hl. Paters Maximilian Kolbe betete.
Die dort von ihm gehaltene Rede fand ein geteiltes Echo. Sie beschwor den Dialog zwischen Juden und Christen, und insoweit wurden diese Rede und sein Besuch des Konzentrationslagers als Geste der Aussöhnung gewürdigt. Andererseits wurde aber speziell der Teil seiner Rede kritisiert, in dem er davon sprach, dass das deutsche „Volk zum Instrument ihrer [der Nationalsozialisten] Wut des Zerstörens und des Herrschens gebraucht und missbraucht werden konnte“, was in Teilen der Öffentlichkeit als verharmlosende Darstellung zurückgewiesen wurde, weil sie dem deutschen „Volk“ lediglich die Rolle eines Opfers, und nicht eines Täters, zuschreibe.

### Spanien (1)
Benedikt XVI. kam auf Einladung von König Juan Carlos I. und der spanischen Bischöfe zu einem zweitägigen Besuch am 8. und 9. Juli 2006 nach Valencia, um vor einer Million Menschen die Abschlussmesse des 5. Weltfamilientreffens (1. bis 9. Juli) zu zelebrieren. In der Kathedrale von Valencia verehrte er den Heiligen Kelch, der in der Tradition als der Abendmahlskelch Jesu gilt.

### Italien (3)
Auf einer privaten Pilgerreise  besuchte er als erster Papst am 1. September 2006 den Schleier von Manoppello (Volto Santo di Manoppello) in der Kapuzinerkirche außerhalb von Manoppello in den Abruzzen (Mittelitalien). Bei diesem Schleiertuch mit einem sich darauf abzeichnenden männlichen Antlitz handelt es sich um eine sehr alte Reliquie, die möglicherweise aus der Zeit Christi stammt, und bei der es sich nach Auffassung der Gläubigen in der Region und neuerdings auch einiger Forscher um das Schweißtuch der Veronika handelt, während dieses sich nach hergebrachter Auffassung im Kirchenschatz des Petersdomes in Rom befindet. Drei Wochen nach seinem Besuch erhob Papst Benedikt die Kirche zur Päpstlichen Basilika.

### Deutschland (2)

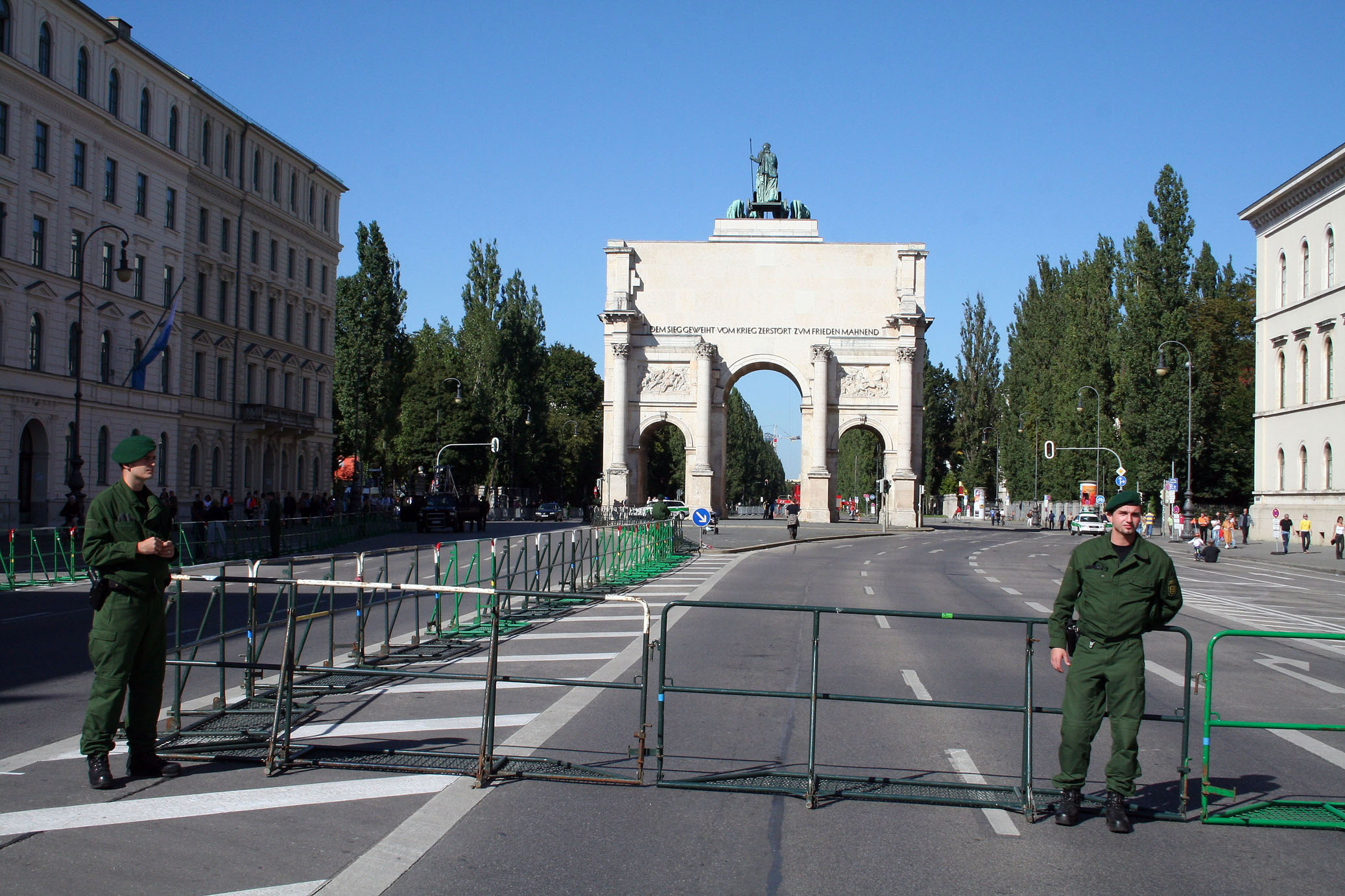
Warten auf den Papst in München: Polizei und Absperrungen.

Papst Benedikt XVI. besuchte vom 9. bis 14. September 2006 Bayern mit Ankunft in München und Begrüßung durch Bundespräsident Horst Köhler, Bundeskanzlerin Angela Merkel und Ministerpräsident Edmund Stoiber.
Am Folgetag, Sonntag, dem 10. September, feierte er vormittags einen Festgottesdienst auf dem Gelände der Neuen Messe München mit etwa 250.000 Gläubigen. Am Nachmittag feierte er eine Vesper im Münchener Liebfrauendom.
Am 11. September hielt er auf dem Kapellplatz in Altötting eine Eucharistiefeier und traf Ordensangehörige und Priesterseminaristen. Vor der Schwarzen Madonna in der Altöttinger Gnadenkapelle legte er seinen Bischofsring nieder, den er bis zur Papstwahl getragen hatte und der heute am Zepter der Muttergottesstatue angebracht ist. Nach einem Abstecher in seinen Geburtsort Marktl folgte die Weiterreise nach Regensburg mit Übernachtung im dortigen Priesterseminar St. Wolfgang.
Am 12. September feierte er auf dem am südlichen Stadtrand gelegenen Islinger Feld zusammen mit ca. 230.000 Menschen die Heilige Messe. Am Nachmittag hielt er im Auditorium maximum der Universität eine Vorlesung zum Thema „Glaube, Vernunft und Universität“. Sie enthielt Aussagen zum Verhältnis des Islam zur Gewalt und ein weltweit umstrittenes islamkritisches Zitat des byzantinischen Kaisers Manuel II. Palaiologos, vergleiche Papstzitat von Regensburg. Am Abend feierte er im Dom eine ökumenische Vesper zusammen mit dem evangelisch-lutherischen Landesbischof von Bayern Johannes Friedrich sowie dem orthodoxen Metropoliten von Deutschland Augoustinos.
Am 13. September weihte er die neue nach ihm benannte Orgel in der Alten Kapelle. Zusammen mit seinem Bruder besuchte er danach das Grab seiner Eltern und Schwester auf dem Ziegetsdorfer Friedhof sowie sein Privathaus in Pentling. Vor seiner Abreise vom Münchener Flughafen am Folgetag traf er im Dom zu Freising mit Priestern, Diakonen und alten Weggefährten zusammen.
Weblinks:
- Informationen zum Papstbesuch in Deutschland von der Pressestelle des Erzbischöflichen Ordinariates München
- Bildergalerie

### Italien (4)
Besuch in Verona am 19. Oktober 2006 anlässlich des IV. Nationalen Kongresses (Kirchentages) der Italienischen Kirche mit langer Ansprache über das Verhältnis von Glauben und laizistischer Kultur, sowie Feier der Heiligen Messe im Fußballstadion der Stadt.

### Türkei
Benedikt XVI. hielt sich vom 28. November bis 1. Dezember 2006 in der Türkei auf. Auf Druck der türkischen Regierung wurde eine vorhergehende Einladung des ökumenischen Patriarchen von Konstantinopel Bartholomäus I. zurückgezogen, damit sie selbst die Einladung aussprechen konnte.
Der Papst wurde von Ministerpräsident Recep Tayyip Erdoğan am Flughafen von Ankara empfangen. Nach einem Besuch des Mausoleums des türkischen Staatsgründers Mustafa Kemal Atatürk, Anıtkabir, traf er mit dem türkischen Präsidenten Ahmet Necdet Sezer und anschließend mit Ali Bardakoğlu, als Präsident des Diyanet İşleri Başkanlığı der höchste muslimische Würdenträger in der Türkei, zusammen.
Am 29. November 2006 besuchte er das Haus der Mutter Maria (Meryemana) in der Nähe von Ephesos, wo der Überlieferung zufolge Maria, die Mutter Jesu, ihre letzten Lebensjahre verbracht haben soll. Nach einer Messe flog er weiter nach Istanbul, wo es zu einem ersten Treffen mit Bartholomäus I. kam.
Am 30. November stattete Benedikt XVI. der orthodoxen St.-Georgs-Kathedrale im Istanbuler Stadtteil Fener einen Besuch ab und wohnte der Göttlichen Liturgie zu Ehren des Heiligen Andreas bei, als dessen Nachfolger der ökumenische Patriarch gilt. Nach dem Gottesdienst erklärten der Papst und der Patriarch die Einheit der beiden Kirchen als Ziel. Der Besuch der Hagia Sophia war ein im Reiseprogramm heikler Abschnitt, da Kritiker eine christliche Vereinnahmung des Bauwerks befürchteten. Von türkischen Medien wurde wohlwollend angemerkt, dass der Papst auf ein Gebet oder ähnliche Gesten im säkularisierten Gebäude verzichtete. In der anschließend besuchten Blauen Moschee wurde Benedikt XVI. vom Großmufti Istanbuls, Mustafa Cağrici, empfangen. Beim Gebet des Großmuftis mit Blick nach Mekka verharrte der Papst in der für Muslime üblichen Gebetshaltung in einer Meditation. Diese Geste wurde von Beobachtern als eine Respektsbezeugung gegenüber dem Islam interpretiert.
Am 1. Dezember zelebrierte er in der Heilig-Geist-Kathedrale eine Messe. Am Nachmittag kehrte Benedikt XVI. nach Rom zurück. Der Besuch gilt als sehr gelungen.  Ursprünglich lediglich als Besuch beim ökumenischen Patriarchen geplant, wurde es eine wichtige Station in der Aussöhnung zwischen der Katholischen Kirche und der islamischen Welt nach dem Konflikt um Papst Benedikts Regensburger Rede.

## Reisen 2007

### Italien (5)
Benedikt XVI. besuchte am 21. und 22. April Vigevano und Pavia in der Lombardei, die einzigen beiden italienischen Diözesen, in denen Johannes Paul II. nicht gewesen war. Die Papstmesse in Vigevano am 21. April konzelebrierten alle Bischöfe der Lombardei. Am folgenden Tag betete der Papst am Grab seines großen Vorbildes, des heiligen Kirchenlehrers Augustinus, über dessen Ekklesiologie er 1953 promovierte. Anlass dieser Pastoralreise war der 750. Jahrestag des letzten Gründungsaktes des Augustinerordens, der Veröffentlichung der Bulle Licet Ecclesiae Catholicae durch Papst Alexander IV. In Pavia segnete Papst Benedikt zudem die Grundmauern des neuen Kulturzentrums, das den Namen Benedetto XVI tragen soll.

### Brasilien

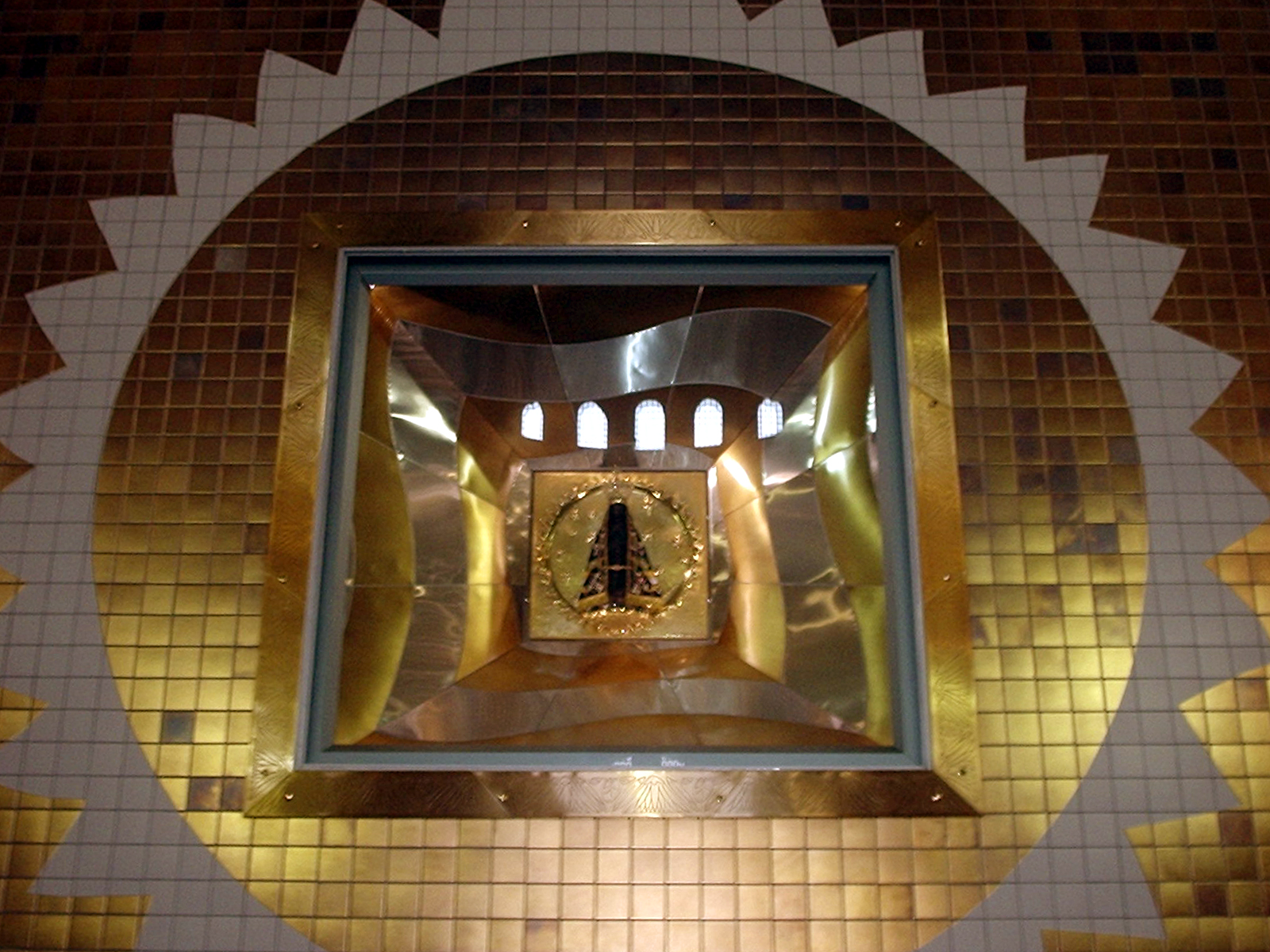
Aparecida (Die Erschienene)

- Brasilien[4] (9.–14. Mai 2007), zur Eröffnung der CELAM (Conselho Episcopal Latinoamericano/Consejo Episcopal Latinoamericano – Lateinamerikanische Bischofskonferenz).

Während seines zweitägigen Aufenthaltes in São Paulo, der mit ca. 20 Millionen Einwohnern größten Metropolregion Südamerikas, wohnte er in dem 1598 gegründeten und nach einem Entwurf des Münchner Architekten Richard Berndl 1914 neu errichteten Benediktinerkloster São Bento. Am Donnerstag, dem 10. Mai 2007, traf er mit 40.000 Jugendlichen im Fußballstadion Pacaembu von São Paulo zusammen. Er forderte eindringlich Keuschheit, eheliche Treue und Drogenverzicht von den jungen Leuten. Auch sollen sie sich nicht zu Hass und Gewalt hinreißen lassen und den Versuchungen der Korruption widerstehen. Eine Schwächung des christlichen Lebens und der Teilnahme am Leben der katholischen Kirche sei auch in Brasilien wie in vielen Gegenden der Welt festzustellen. Das liege am Säkularismus, am Hedonismus, an der Beliebigkeit und auch am Proselytismus durch zahlreiche Sekten, durch „Naturreligionen“ oder durch neue pseudoreligiöse Bewegungen.
Am Freitag, dem 11. Mai, hatte Papst Benedikt XVI. in São Paulo, den brasilianischen Franziskaner Frei Antônio de Sant'Ana Galvão (1739–1822) heiliggesprochen. Zu der Heiligsprechungs-Messe in São Paulo kamen 1,5 Millionen Menschen zusammen, der Tag wurde zum Feiertag erklärt.

Papst Benedikt mit den Gründern der Fazenda da Esperança; v.l. – Iraci Leite, Lucilene Rosendo, Pater Hans Stapel, Papst Benedikt XVI., Nelson Rosendo, Paul Stapel

Am Samstag, dem 12. Mai 2007, besuchte er das Drogenhilfeprojekt Fazenda da Esperança, das von dem in Paderborn geborenen Franziskanerpater Hans Stapel gegründet worden war. Am selben Tag erreichte er den bekannten brasilianischen Marienwallfahrtsort Aparecida. Dort in der Basilika von Aparecida betete er den Rosenkranz mit Priestern, Seminaristen, Ordensleuten und Vertretern geistlicher Gemeinschaften.
Am Sonntag, dem 13. Mai 2007, um 21:00 Uhr, eröffnete er dort im Rahmen einer Vesper die Sitzung der V. Generalversammlung des lateinamerikanischen und karibischen Episkopats. Das historische Treffen von 176 Kardinälen, Erzbischöfen und Bischöfen aus Lateinamerika, den Karibischen Inseln, den Vereinigten Staaten, Spanien und Portugal, die rund die Hälfte der katholischen Weltbevölkerung vertreten, stand unter dem Leitwort: Ich bin der Weg, die Wahrheit und das Leben (Joh 14,6). In einer Rede vor den Kardinälen prangerte er die Tendenz zum bedingungslosen Profitstreben im Zuge der Globalisierung an. Häufig werde Profit wie der oberste Wert behandelt. Sowohl Marxismus als auch Raubtier-Kapitalismus hätten Versprechungen gemacht, die sich als falsch erwiesen hätten. Er rief zu einer neuen Evangelisierung für Lateinamerika auf. Papst beendet schwierige Mission (Memento vom 27. September 2007 im Internet Archive) Der Glaube habe Amerika zum Kontinent der Hoffnung gemacht, nicht eine politische Ideologie, eine soziale Bewegung, oder ein Wirtschaftssystem.
Eine Rede des Papstes stieß auf Kritik der Ureinwohner Brasiliens. Laut Papst habe sich die katholische Kirche den Indios in Lateinamerika nicht aufgezwungen. Vielmehr hätten die Stämme die Ankunft der Priester im Zuge der spanischen Eroberung still herbeigesehnt.
Der Leiter des Amazonas-Stammes, Coiab, äußerte sich zur Rede: „Es ist arrogant und respektlos, unser kulturelles Erbe als zweitrangig zu bewerten.“ Kritik kam auch vom Koordinator der nordöstlichen Stämme Tuxa: „Zu sagen, dass die kulturelle Dezimierung unserer Volkes eine Reinigung darstellt, ist beleidigend und – offen gesagt – beängstigend.“ Die kircheninterne Indianervertretung Brasiliens gab bekannt: „Der Papst versteht die Realität der Ureinwohner hier nicht. Seine Stellungnahme war falsch und kann nicht verteidigt werden.“ Johannes Paul II. hingegen sprach 1992 über Fehler während der Evangelisierung der Ureinwohner. Jesus und sein Evangelium zu verkünden, setzte zu keiner Zeit eine Entfremdung der präkolumbischen Kulturen voraus, und es war auch kein Aufzwingen einer fremden Kultur, so Benedikt XVI. Der Kölner Historiker Hans-Jürgen Prien, ein Spezialist für die Kirchengeschichte Lateinamerikas, warf Benedikt hingegen „unglaubliche Geschichtsklitterung“ vor. Die Rede sei „das Oberflächlich-Schönfärberischste, was ich aus päpstlichem Mund zur Mission Lateinamerikas seit 30 Jahren gelesen habe.“ Der Freiburger Kirchengeschichtler und Experte für lateinamerikanische Missionsgeschichte Mariano Delgado verteidigte dagegen „die eigentliche Stoßrichtung der päpstlichen Worte“ und erinnerte daran, „dass die Missionsgeschichte Lateinamerikas glänzende Kapitel der Kirchengeschichte geschrieben hat“. Er stellte einen Vergleich mit der Missionierung in Europa an und führte aus, dass auch Martin Luther letztlich aus jenem Volk der Sachsen gekommen sei, das um 800 unter Karl dem Großen Opfer der schlimmsten Zwangsmission des Mittelalters war, schließlich aber das Christentum angenommen und eine kulturelle Synthese zustande gebracht habe. Benedikt hatte aber ausdrücklich davon gesprochen, dass die Missionierung „zu keiner Zeit […] Auferlegung einer fremden Kultur“ gewesen sei. Mit Venezuelas Präsident Hugo Chávez schaltete sich auch ein ranghoher lateinamerikanischer Politiker in die Debatte ein und verlangte eine Entschuldigung des Papstes: „Mit allem gebührenden Respekt, Sie sollten sich entschuldigen, denn es gab hier wirklich einen Völkermord und wenn wir das leugnen würden, würden wir unser tiefstes Selbst verleugnen“.

### Italien (6)
Am 17. Juni 2007 reiste der Papst anlässlich des 800. Jahrestags der Berufung Franz von Assisis in die mittelitalienische Stadt Assisi. Nach der Begrüßung durch Erzbischof Domenico Sorrentino, einem der schärfsten Kritiker des früheren Kardinals Ratzinger, sowie Ministerpräsident Romano Prodi, besuchte Benedikt XVI. zum Gebet, teilweise als erster Papst überhaupt, einige der wichtigsten Lebensstationen des Heiligen: Die Kathedrale San Rufino, in der sowohl Franz als auch Klara von Assisi getauft wurden; die Kirche San Damiano, Franz von Assisis Berufungsort; das Grab des Heiligen in der Basilika San Francesco, das Grab der hl. Klara in der Basilika Santa Chiara und Franzens Sterbeort, der Portiunkulakapelle in der Basilika Santa Maria degli Angeli. Dort hielt er vor 10.000 Jugendlichen aus Umbrien eine Katechese über die Bekehrung des Franz von Assisi.

### Italien (7)
Bei einem zweitägigen Besuch im Marienwallfahrtsort Loreto vom 1. bis 2. September 2007 anlässlich des Treffens der italienischen Jugend als Vorbereitung zum XXIII. Weltjugendtag in Sydney, feierte Papst Benedikt die Eucharistie mit rund 500.000 Jugendlichen. Er rief die Jugend zu einer bedingungslosen Christusnachfolge, zum Einsatz für eine gerechtere Welt und zum Schutz der Umwelt auf.

### Österreich
Vom 7. bis 9. September 2007 hielt sich Benedikt XVI. zu einem Staats- und Pilgerbesuch in Österreich auf. Anlass war der 850. Jahrestag der Gründung des Marienwallfahrtsortes Mariazell (Obersteiermark).
Am 7. September betete er mit Jugendlichen vor der Mariensäule vor der geschichtsträchtigen Kirche am Hof in Wien. Danach gedachte er gemeinsam mit Oberrabbiner Paul Chaim Eisenberg und Ariel Muzicant, dem Präsidenten der Israelitischen Kultusgemeinde, auf dem Judenplatz der Opfer der Shoa. Am Nachmittag traf er in der Hofburg mit Vertretern des öffentlichen Lebens und des Diplomatischen Corps zusammen.
Am 8. September feierte Papst Benedikt XVI. eine heilige Messe vor der Basilika von Mariazell. Er gedachte dabei auch zweier Pilger, die auf dem Weg zur Papstmesse verstorben waren. Am Nachmittag feierte er mit Ordensleuten, Diakonen und Seminaristen die Marianische Vesper in der Mariazeller Basilika.
Am 9. September zelebrierte Benedikt XVI. ein klassisches Hochamt im Stephansdom, untermalt von Musik Schuberts und Haydns, und betete danach den Angelus vor dem Dom. Am Nachmittag besuchte er das Stift Heiligenkreuz und traf danach im Wiener Konzerthaus mit Ehrenamtlichen Mitarbeiten aus dem sozial-karitativen Bereich zusammen.
In seinen Reden machte er Aussagen zu vielen Themen wie Abtreibung und dem Sonntag.

### Italien (8)
Pastoralbesuch in Velletri am 23. September 2007 mit Eucharistiefeier vor der Kathedrale und Einweihung einer Benediktsäule. Von 1993 bis zu seiner Wahl als Papst war Joseph Ratzinger Kardinalbischof von Velletri-Segni.

### Italien (9)
Pastoralreise nach Neapel am 21. Oktober 2007 mit Feier eines Pontifikalhochamtes zur Eröffnung des 21. Internationalen Friedenstreffens der Weltreligionen, unter anderem mit dem Ökumenischen Patriarchen von Konstantinopel, Bartholomäus I., dem anglikanischen Erzbischof von Canterbury, Rowan Williams, dem EKD-Ratsvorsitzenden Wolfgang Huber, dem israelischen Oberrabbiner Jona Metzger und dem Rektor der al-Azhar-Universität in Kairo, Ahmed el-Tayeb, sowie weiteren 300 Vertretern anderer Religionen und christlicher Konfessionen.

## Reisen 2008

### Vereinigte Staaten

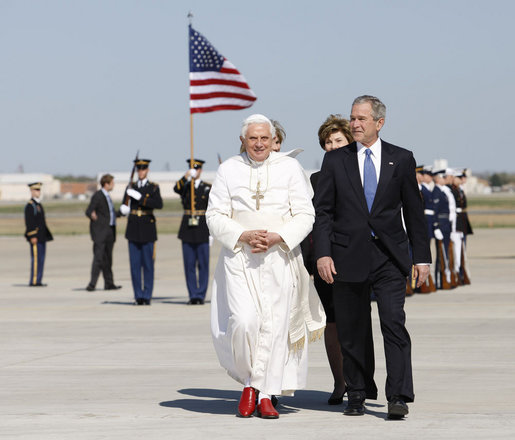
Ankunft in Andrews Air Force Base

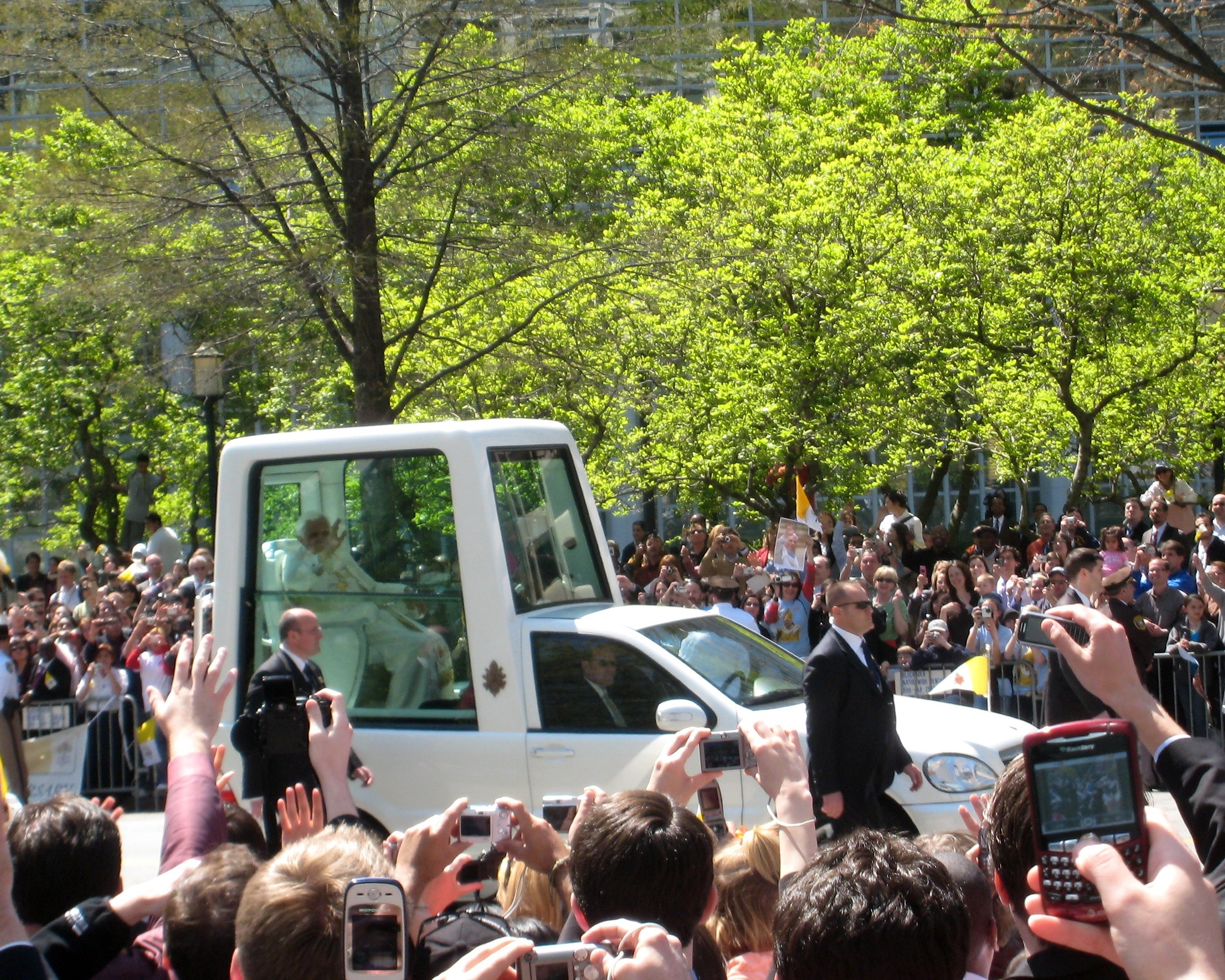
Benedikt auf den Straßen von Washington DC

Papst Benedikt XVI. besuchte vom 15. bis 20. April 2008 die Vereinigten Staaten auf Einladung der Vereinten Nationen und Washington, D.C. Der Besuch stand unter dem Motto – Christ our Hope. Schon während des Fluges äußerte er sein tiefes Bedauern über einen Skandal des sexuellen Missbrauchs an Kindern, die in der Vergangenheit Opfer von pädophilen Priestern wurden. Der Skandal führte zu Schadenersatzzahlungen durch die Kirche in Höhe von ca. 2 Mrd. Dollar und dem finanziellen Bankrott einiger amerikanischer Bistümer. Benedikt XVI. war der erste Staatsgast des amerikanischen Volkes, den ein amerikanischer Präsident schon nach seiner Landung auf Andrews Air Force Base persönlich abholte. Die erste Station führte den Papst nach Washington D. C., wo es am 16. April 2008 im Weißen Haus einen Empfang mit 9.000 Gästen zu Ehren des Papstes gab. Der Papst feierte seinen 81. Geburtstag. Bush sprach davon, dass er einen persönlichen Freund in sein Haus eingeladen habe. Am Abend besuchte der Papst das Nationalheiligtum Basilika der Unbefleckten Empfängnis, wo er die Vesper feierte und den US-amerikanischen Bischöfen begegnete.
Am 17. April 2008 feierte der Papst zusammen mit 47.000 Gläubigen im Washington National Baseball Stadium eine Heilige Messe. Am 18. April 2008 hielt er eine Rede vor den Vereinten Nationen (UNO) in New York City. Ein Schwerpunkt der Rede war die Forderung nach einer Stärkung der Menschenrechte, sowie mehr vorbeugende Konfliktlösung. Er verurteilte Alleingänge einzelner Staaten bei Konfliktlösungen. Danach fand ein Treffen mit den Vertretern der Jüdischen Gemeinde in der Park-East-Synagoge in New York statt. Schon am Vortag war er mit Vertretern der jüdischen Gemeinde in Washington zusammengetroffen.
Danach ging die Reise weiter mit einem Besuch beim von den Terroranschlägen am 11. September 2001 zerstörten World Trade Center („World Trade Center Site“), wo er niederkniete und für die Fanatiker, Extremisten, Terroristen und Terroropfer betete und das Gelände segnete. Anschließend zelebrierte er eine Messe im Yankee Stadium vor 65.000 Gläubigen. Er beendete den Besuch am 20. April 2008 und wurde von Vizepräsident Dick Cheney und der Senatorin von New York Hillary Clinton auf dem New Yorker JFK Flughafen verabschiedet.

### Italien (10)
Pastoralreise nach Ligurien und Besuch der Städte Savona und Genua am 17. und 18. Mai 2008. Am 17. Mai 2008 betete er im Savoneser Heiligtum Unserer lieben Frau der Barmherzigkeit und feierte auf der Piazza del Popolo von Savona eine Heilige Messe unter freiem Himmel bei Regen. Weiterreise nach Genua noch am selben Tag und dort Ankunft im Heiligtum Unserer Lieben Frau von der Wacht.
Am 18. Mai 2008 Besuch des Kinderkrankenhauses Giannina Gaslini. Danach fand ein Treffen mit Jugendlichen auf der Piazza Matteotti und eine Begegnung mit dem Kapitel der Kathedrale und den Personen geweihten Lebens während des Besuches der Kathedrale S. Lorenzo in Genua statt. Der Tag endete mit einer Eucharistiefeier auf der Piazza della Vittoria.

### Italien (11)
Pastoralreise nach Santa Maria di Leuca und Brindisi am 14. und 15. Juni 2008. Papst Benedikt besuchte am 14. Juni das Marienheiligtum Santa Maria de Finibus Terrae an der äußersten Spitze Apuliens, jenem Ort, an dem der Legende nach der Apostel Petrus im Jahre 43 erstmals das italienische Festland betrat und seine Mission auf italienischem Boden begann. Am 15. Juni feierte der Papst die Heilige Messe im Hafen von Brindisi.

### Australien
Reise anlässlich des XXIII. Weltjugendtages in Sydney zwischen dem 13. und 21. Juli 2008.

### Italien (12)
Besuch des Wallfahrtsortes Unserer Lieben Frau von Bonaria in Cagliari auf Sardinien am 7. September 2008 anlässlich des 100. Jahrestages der Ausrufung der Gottesmutter von Bonaria zur Patronin ganz Sardiniens durch Papst Pius X. und Feier der hl. Messe in Cagliari mit 100.000 Gläubigen.

### Frankreich
Vom 12. bis 15. September 2008 besuchte er Lourdes, anlässlich des 150. Jahrestages der Marienerscheinung Bernadette Soubirous. Es war die erste Reise von Papst Benedikt XVI. in die älteste Tochter der Kirche. Am 12. September 2008 hielt er eine Vorlesung im Pariser Collège des Bernardins über die christliche Kultur im Spannungsfeld zwischen Glaube und Vernunft, Religion und Wissenschaft. Am Abend hielt er eine Messe in Notre Dame de Paris. Am Abend des 13. September besuchte der Papst den Marienwallfahrtsort Lourdes. Am nächsten Tag zelebrierte er dort in den Abendstunden einen Gottesdienst. Am letzten Tag seines Besuches in Frankreich, hielt der Papst eine Messe mit Kranken in der Rosenkranz-Basilika von Lourdes und spendete ihnen die Krankensalbung.

### Italien (13)
Offizieller Staatsbesuch am 4. Oktober 2008 mit Empfang durch Präsident Giorgio Napolitano im Quirinalspalast. Der Besuch hatte hohe symbolische Bedeutung, da er am Festtag des Schutzpatrons von Italien, dem Heiligen Franz von Assisi, erfolgte.

### Italien (14)
Am 19. Oktober 2008 besuchte Papst Benedikt XVI. das berühmte Marienheiligtum in Pompeji bei Neapel. Er feierte nur wenige Kilometer von den Ruinen der antiken Stadt vor Tausenden Gläubigen die Messe. Nach der Messfeier verlieh der Papst die Goldene Rose an den Wallfahrtsort Pompeji. Am Abend leitete er dort ein Rosenkranzgebet. Anlass für diese Kurzreise war der Rosenkranz-Monat Oktober.

## Reisen 2009

### Kamerun
Der Papst besuchte vom 17.–20. März 2009 Kamerun. Bei seiner Ankunft am Nachmittag auf dem Flughafen der Hauptstadt Yaoundé wurde Benedikt von Mitgliedern der Regierung des westafrikanischen Staates und vom Präsidenten Kameruns Paul Biya empfangen, der in seiner Begrüßungsrede das Interesse von Papst Benedikt XVI. an Afrika lobte. Dieser sagte, er wolle dem ärmsten Kontinent der Erde eine „Botschaft der Hoffnung“ überbringen. Die Menschen in Afrika hofften auf ein „Wort der Hoffnung und des Trostes“, sagte der Papst. Christen dürften angesichts des Leidens, der Armut, des Hungers, der Gewalt, der Korruption und des Machtmissbrauchs niemals schweigen. Außerdem übte er Kritik an den regionalen Konflikten, die Afrika verwüsteten, bezeichnete den Menschenhandel als „neue Form der Sklaverei“ und beklagte die Unterversorgung mit Lebensmitteln.
Mediales Echo erhielt Benedikt wegen seiner Aussage, das Aids-Problem in Afrika lasse sich mit der Verteilung von Kondomen nicht lösen, „im Gegenteil, es besteht das Risiko, das Problem zu vergrößern“. Die Lösung liege vielmehr in einem „spirituellen und menschlichen Erwachen“ und der „Freundschaft für die Leidenden“.
Am 18. März besuchte er zunächst den Präsidenten von Kamerun. Danach folgte eine Begegnung mit den Bischöfen von Kamerun. Später zelebrierte er eine Vesper mit Bischöfen, Priestern, Ordensleuten, Diakonen, den Vertretern kirchlicher Bewegungen und anderer christlicher Konfessionen Kameruns in der Basilika Maria Königin der Apostel im Stadtviertel Mvolyé von Yaoundé.
Am 19. März hatte der Papst am Morgen eine Begegnung mit den Vertretern der Muslimischen Gemeinschaft in Kamerun. Dann hielt er eine Hl. Messe anlässlich der Veröffentlichung des Instrumentum Laboris der II. Sonderversammlung der Bischofssynode für Afrika im Stadion Amadou Ahidjo von Yaoundé. Am Nachmittag folgte eine Begegnung mit den Kranken und Leidenden im Zentrum Card. Paul Émile Léger. Später traf sich der Papst mit den Mitgliedern des Sonderrates des Generalsekretariats der Bischofssynode für Afrika in der Apostolischen Nuntiatur von Yaoundé.
Am Morgen des 20. März wurde der Papst auf dem Flughafen in Yaoundé verabschiedet und flog nach Angola weiter.

### Angola
Der Papst wurde am 20. März, mittags auf dem Flughafen Luanda vom Präsidenten von Angola José Eduardo dos Santos empfangen.
Am Nachmittag kam es zu einem Treffen mit dem angolanischen Präsidenten. Danach gab es eine Begegnung mit den politischen und zivilen Autoritäten und dem Diplomatischen Korps. Am Abend traf sich der Papst mit Bischöfen von Angola und São Tomé.
Am 21. März feierte er die Hl. Messe mit den Bischöfen, Priestern, Ordensleuten, den Vertretern der kirchlichen Bewegungen und den Katecheten von Angola und São Tomé. Nachmittags folgte eine Begegnung mit Jugendlichen im Stadion dos Coqueiros von Luanda.
Am 22. März zelebrierte Benedikt die Hl. Messe mit den Bischöfen des I.M.B.I.S.A. (Interregional Meeting of Bishops of Southern Africa) auf der Ebene von Cimangola in Luanda. Darauf folgte dort ein Angelusgebet. Am Nachmittag hatte der Papst eine Begegnung mit Vertretern der katholischen Bewegungen zur Förderung der Frau in der Pfarrgemeinde Santo António von Luanda.
Er wurde am 23. März morgens auf dem Flughafen Luanda verabschiedet und flog nach Rom zurück.

### Italien (15)
Als Zeichen der Solidarität mit den Erdbebenopfern reiste der Pontifex am 28. April 2009 zu einem Kurzbesuch von zweieinhalb Stunden in die Region Abruzzen, wo er die am schwersten betroffenen Orte Onna und L’Aquila besuchte. Am unversehrt aus den Trümmern der Kirche Santa Maria di Collemaggio geborgenen Reliquienschrein des heiligen Papstes Coelestin V. legte er jenes Pallium nieder, welches er bei seiner Amtseinführung empfing.
Schwerpunkt der Reise war der Besuch einer Zeltstadt, die Begegnung mit den Bürgermeistern der vom Erdbeben getroffenen Gemeinden sowie mit Gläubigen und dem in Hilfsaktionen engagierten Personal.

### Jordanien
Vom 8. Mai 2009 bis zum 11. Mai 2009 befand sich Benedikt XVI. zu Beginn seiner ersten Reise in den Nahen Osten in seiner Amtszeit in Jordanien.

### Israel
Von 11.–15. Mai 2009 hielt sich Papst Benedikt XVI. in Israel und dem palästinensischen Westjordanland auf. Es war der dritte Besuch eines Papstes im Heiligen Land nach Paul VI. und Johannes Paul II. Als erstes Oberhaupt der römisch-katholischen Kirche betrat er den muslimischen Felsendom auf dem Tempelberg in Jerusalem.

### Italien (16)
An Christi Himmelfahrt, den 24. Mai 2009, absolvierte Papst Benedikt einen Pastoralbesuch in Cassino mit hl. Messe und in der Benediktinerabtei Montecassino mit Predigt über den heiligen Ordensgründer Benedikt von Nursia, dem Patron seines Papstnamens. In Montecassino besuchte er auch den polnischen Soldatenfriedhof.

### Italien (17)
Pastoralbesuch am 21. Juni 2009 in San Giovanni Rotondo mit Eucharistiefeier und Verehrung der Reliquien des hl. Paters Pio, dessen sterbliche Überreste ein Jahr zuvor exhumiert und zur öffentlichen Verehrung in einen gläsernen Schrein umgebettet worden waren.

### Italien (18)
Am 6. September 2009 absolvierte Benedikt XVI. eine Pastoralreise nach Viterbo mit hl. Messe und Besuch des Konklavesaals im Palast der Päpste. Beim anschließenden Besuch von Bagnoregio verehrte er in der Kathedrale die Reliquien des heiligen Bonaventura, über den er 1956/57 habilitiert hatte.

### Tschechien
Benedikt XVI. besuchte vom 26.–28. September 2009 Tschechien. Am Samstag (26. September) besuchte er Prag, am Sonntag (27. September) Brünn und am Montag (28. September) den Wallfahrtsort Stará Boleslav (Altbunzlau).

### Italien (19)
Papst Benedikt XVI. begab sich bei seiner Pastoralreise nach Brescia und Concesio am 8. November 2009 in die Heimat seines Amtsvorgängers Paul VI., der ihn 1977 zum Erzbischof und Kardinal ernannt hatte. In seiner Predigt auf der Piazza Paolo VI in Brescia würdigte er den Montini-Papst für seinen „heroischen Einsatz“ für Kirche und Welt. Im nahegelegenen Concesio besuchte der Papst das Geburtshaus und die Taufkirche Pauls VI. und weihte den neuen Sitz des „Instituts Paul VI.“ ein.

## Reisen 2010

### Malta
Im Nachklang an das Paulusjahr besuchte Papst Benedikt XVI. am 17. und 18. April 2010 die Inselrepublik Malta anlässlich des Gedenkens der Ankunft des Apostels Paulus auf der Insel vor 1950 Jahren. Wie schon zuvor in Australien und den USA traf er sich auch auf Malta mit Opfern sexuellen Missbrauchs durch Priester.

### Italien (20)
Papst Benedikt XVI. begab sich am 2. Mai 2010 nach Turin und feierte zunächst die Sonntagsmesse auf der „Piazza San Carlo“ und hielt dort auch das traditionelle Gebet des Regina caeli. Am Nachmittag kam es zu einer großen Begegnung mit Jugendlichen unmittelbar vor dem eigentlichen Anlass und Höhepunkt der Apostolischen Reise, dem Pilgerbesuch und der Verehrung des Grabtuches in der Kathedrale von Turin. Die nächste reguläre Ausstellung des Turiner Grabtuches hätte eigentlich erst im Heiligen Jahr 2025 stattfinden sollen; Papst Benedikt XVI. hatte jedoch als Eigentümer des Tuches am 2. Juni 2008 vor Turiner Pilgern bekanntgegeben, dass er aufgrund zahlreicher Bitten bereits für den Zeitraum vom 10. April bis 23. Mai 2010 eine feierliche Zurschaustellung des Grabtuches angeordnet habe und selbst dorthin pilgern wolle, sofern ihm Gott Leben und Gesundheit gebe. Den Abschluss der Reise bildete eine Begegnung mit Kranken und Behinderten im „Kleinen Haus der göttlichen Vorsehung“ des heiligen Giuseppe Benedetto Cottolengo, dessen Reliquien der Papst dort auch verehrte.

### Portugal
Anlässlich des zehnten Jahrestages der Seligsprechung der Seherkinder Francisco und Jacinta Marto bereiste Papst Benedikt XVI. vom 11. bis 14. Mai 2010 Portugal und besuchte Lissabon, Porto und vor allem den Marienwallfahrtsort Fátima. Der Papst zelebrierte mehrere heilige Messen mit vielen hunderttausend Gläubigen, zum Höhepunkt in Fátima am 13. Mai, dem 93. Jahrestag der Marienerscheinung, kamen annähernd eine halbe Million Pilger.

### Zypern
Apostolische Reise vom 4. bis 6. Juni 2010 als erster Papst der Neuzeit mit Empfang durch den orthodoxen Erzbischof von Zypern Chrysostomos II. und mit Veröffentlichung des Arbeitspapiers Instrumentum Laboris zur Sonderversammlung der Bischofssynode für den Nahen Osten, die anschließend vom 10. bis 24. Oktober 2010 in Rom stattfand.

### Italien (21)
Anlässlich des 800. Geburtstages von Papst Coelestin V. reiste der Papst am 4. Juli 2010 zu einem Pastoralbesuch nach Sulmona, wo der Heilige lange Zeit als Einsiedler gelebt hatte. Neben der Feier der hl. Messe und dem Angelusgebet traf sich Benedikt XVI. mit Jugendlichen und mit einigen Häftlingen und verehrte bereits zum zweiten Mal nach seinem Besuch in L’Aquila im April 2009 die Gebeine des hl. Papstes Coelestin V., die nach dem Erdbeben von L’Aquila in die Krypta der Kathedrale von Sulmona überführt worden waren.

### Italien (22)
Pastoralbesuch am 5. September 2010 in Carpineto Romano, dem Geburtsort Papst Leos XIII. anlässlich dessen 200. Geburtstages.

### Vereinigtes Königreich (Schottland, England)
Staatsbesuch im Vereinigten Königreich vom 16. bis 19. September 2010, anlässlich der Seligsprechung von Kardinal John Henry Newman. Am 16. September 2010 empfing in Holyrood Palace, Edinburgh, die Königin des Vereinigten Königreichs von Großbritannien und Nordirland Elisabeth II. zusammen mit dem Duke of Edinburgh offiziell den Papst. Mit Benedikt XVI. hat das erste amtliche Zusammentreffen anlässlich des ersten Staatsbesuches des Oberhauptes der römisch-katholischen Kirche in Großbritannien seit der Kirchenspaltung 1534 stattgefunden. Diese Begegnung fand in Schottland statt, weil die Queen dort nicht Oberhaupt der Kirche ist wie in England. Die Funktion der Königin als Kirchenoberhaupt kann vom Heiligen Stuhl nämlich nicht anerkannt werden, obwohl ihr diesbezüglicher Titel als Defender of the Faith (lat. Fidei Defensor) ursprünglich von Papst Leo X. dem Vorgänger Heinrich VIII. erteilt wurde. Der Besuch von Johannes Paul II. im Jahr 1982 war protokollarisch als private Pastoralreise klassifiziert worden, um diese heiklen Fragen auszuklammern. Die Queen traf den Papst damals in London „rein privat“, ohne dass Ansprachen gehalten wurden.
Die historische Grußadresse von Edinburgh ist also die erste Papstrede überhaupt, die (mindestens) seit dem 16. Jahrhundert auf britischem Boden an einen britischen Monarchen gerichtet wurde. Noch größere historische Bedeutung kommt der Ansprache zu, die der Papst am 17. September in Westminster Hall gehalten hat, da er darin nicht nur abermals über das Verhältnis von Glaube und Vernunft sprach, insbesondere im öffentlichen Raum, sondern weil er die parlamentarische Regierungsform positiv würdigte.

### Italien (23)
Papst Benedikt XVI. reiste am 3. Oktober 2010 zum regionalen Kirchentreffen mit Familien und Jugendlichen nach Palermo und rief die Bevölkerung Siziliens auf, entschieden gegen das organisierte Verbrechen einzutreten.

### Spanien (2)
Apostolische Reise des Papstes vom 6. bis 7. November 2010 nach Spanien. Am ersten Tag wurde er zunächst von Kronprinz Felipe von Spanien und dessen Ehefrau Prinzessin Letizia begrüßt. Mit seinem Besuch der Pilgerstätte wolle er sich unter all jene einreihen, die im Laufe der Jahrhunderte nach Santiago de Compostela gekommen seien, sagte Benedikt XVI. bei der Begrüßung. Er fuhr anschließend mit dem Papamobil vom Flughafen zur Kathedrale des spanischen Wallfahrtsortes Santiago de Compostela, wo sich das Grab Apostels Jakob, des Schutzheiligen Spaniens befindet. Dort hielt er am Nachmittag eine Messe auf dem Platz vor der Kathedrale von Santiago de Compostela.
Am 7. November weihte er in Barcelona die unvollendete Kirche Sagrada Família in einer Messe und erhob sie zur Basilica minor. An dem Gottesdienst nahmen als Ehrengäste neben König Juan Carlos I. und Königin Sofia unter anderen der Präsident Kataloniens, José Montilla, Parlamentspräsident Jose Bono sowie der Bürgermeister von Barcelona, Jordi Hereu, teil. In der Umgebung der Kirche wurden rund 36.000 Stühle und 31 große Übertragungsleinwände aufgebaut, die die Messe und Weihe der Sagrada Familia live übertrugen.

## Reisen 2011

### Italien (24)
Papst Benedikt XVI. besuchte am 7. Mai 2011 die nordostitalienische Kleinstadt Aquileia in Erinnerung daran, dass diese Stadt in der römischen Spätantike ein bedeutendes Zentrum der frühen Kirche war, von der aus Norditalien, Österreich, Bayern, Slowenien und Teile Kroatiens missioniert wurden. Er traf sich dort mit Bischöfen aus diesen Ländern und reiste anschließend zu einem zweitägigen Pastoralbesuch nach Venedig weiter. Am 8. Mai feierte er die Heilige Messe im San Giuliano-Park von Mestre auf dem venezianischen Festland mit 300.000 Gläubigen, traf sich im Markusdom mit Priestern und Laien und weihte die neu restaurierte Kapelle der Allerheiligsten Dreifaltigkeit als auch die Bibliothek des Priesterseminars Marcianum. Zum Ende des Besuchs traf er sich in der Basilika Santa Maria della Salute mit Vertretern aus Kultur und Wirtschaft.

### Kroatien
Apostolische Reise nach Kroatien vom 4. bis 5. Juni 2011 anlässlich des ersten Nationalen Familientages der kroatischen Katholiken mit Heiliger Messe im Hippodrom von Zagreb, an der 300.000 bis 400.000 Gläubige teilnahmen. Der Papst warb für einen Beitritt Kroatiens zur Europäischen Union. In der Kathedrale von Zagreb betete er am Grab des seligen Alojzije Stepinac und feierte eine Vesper mit Bischöfen, Priestern, Ordensleuten und Seminaristen.

### San Marino
Pastoralbesuch in der Diözese San Marino-Montefeltro am Dreifaltigkeitssonntag, dem 19. Juni 2011 mit Staatsbesuch in der Republik San Marino. Da die Diözese zur italienischen Bischofskonferenz gehört, wurde der Besuch nicht als Apostolische Reise, sondern als Pastoralbesuch deklariert, wie sonst bei inneritalienischen Reisen üblich. Im Stadion von Serravalle feierte Papst Benedikt am Vormittag die Heilige Messe. Am Abend traf er mit Jugendlichen der Diözese auf der Piazza Vittorio Emanuele in Pennabilli im italienischen Teil des länderübergreifenden Bistums zusammen.

### Spanien (3)
Anlässlich des Weltjugendtages 2011 kam Papst Benedikt XVI. erneut nach Spanien. Er wurde am 18. August 2011 von König Juan Carlos I., Königin Sofía, sowie dem Erzbischof von Madrid, Kardinal Rouco Varela, auf dem Flughafen Barajas empfangen.
Am Vorabend war nach verbalen Auseinandersetzungen zwischen Teilnehmern des Weltjugendtages und Demonstranten gegen den Papstbesuch zu Zusammenstößen zwischen diesen Demonstranten und der Polizei gekommen. Im Vorfeld berichteten mehrere Medien über einen vereitelten Anschlag auf die Demonstranten.
Am Vormittag des 19. August besuchte der Papst den König und die Königin im Zarzuela-Palast. Auch das Kronprinzenpaar Felipe und Letizia, sowie die Infantin Elena waren mit ihren Kindern anwesend. Während des Besuches fand auch eine private Unterredung zwischen dem Papst und dem König statt. Vom Palast aus begab sich Benedikt XVI. zu einem Treffen mit jungen Ordensfrauen und anschließend mit Universitätsdozenten in der Palast- und Klosteranlage El Escorial nordwestlich von Madrid.
Am Abend betete der Papst mit Jugendlichen in der Innenstadt Madrids den Kreuzweg. Dazu wurden historische Figurengruppen aus verschiedenen Regionen Spaniens nach Madrid gebracht und zwischen der Plaza de Colón und der Plaza de Cibeles aufgestellt. Jugendliche aus aller Welt trugen das Weltjugendtagskreuz zu den verschiedenen Stationen. Die Gebete selbst verwiesen auf Leiden der heutigen Zeit: Krieg, Verfolgung, Drogenabhängigkeit, Terrorismus und Ausgrenzung.
Am 20. August hielt der Papst eine Messe für 5.000 angehende Priester in der Almudena-Kathedrale. Gegen Abend traf er vor der Stiftung Fundación Instituto San José mit Jugendlichen mit körperlichen und intellektuellen Behinderungen, sowie deren Familien und Betreuern zusammen. Danach feierte er auf dem Flughafen Cuatro Vientos eine Vigil mit hunderttausenden Jugendlichen, bei der er seine Predigt wegen eines Unwetters unterbrechen musste. Der große Abschlussgottesdienst mit weit mehr als einer Million Teilnehmer fand am 21. August auf demselben Flughafengelände statt und gilt als die bisher größte Zusammenkunft von Katholiken in Spanien.

### Italien (25)
Papst Benedikt XVI. besuchte am 11. September 2011 Ancona anlässlich des XXV. Nationalen Eucharistischen Kongresses. Er zelebrierte im Hafengelände die Abschlussmesse und beschloss damit nach 2005 bereits den zweiten italienischen Eucharistischen Kongress. Dabei gedachte er auch der Terroranschläge am 11. September 2001 vor genau 10 Jahren.

### Deutschland (3)

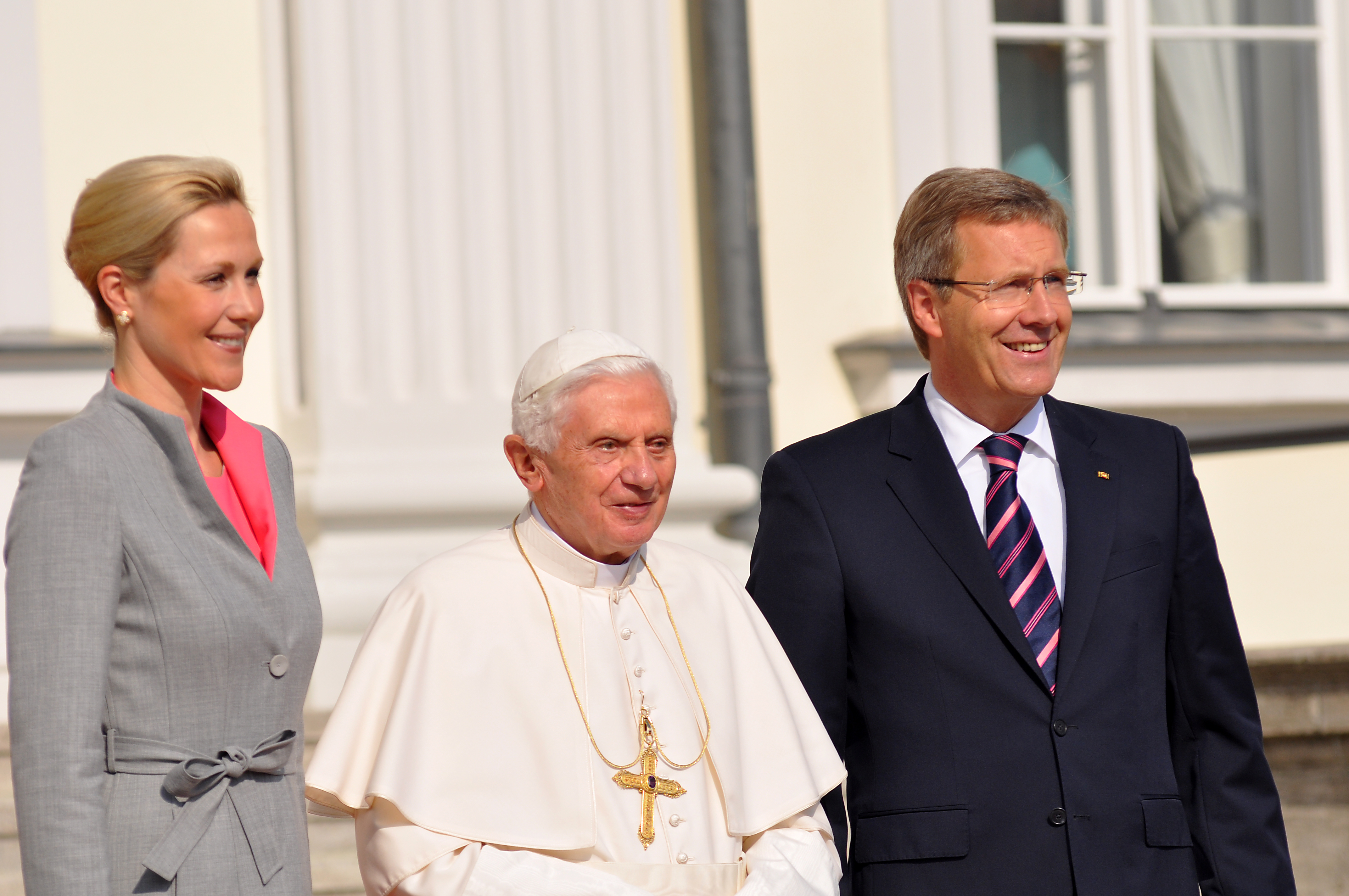
Bundespräsident Wulff und seine Frau empfangen den Papst

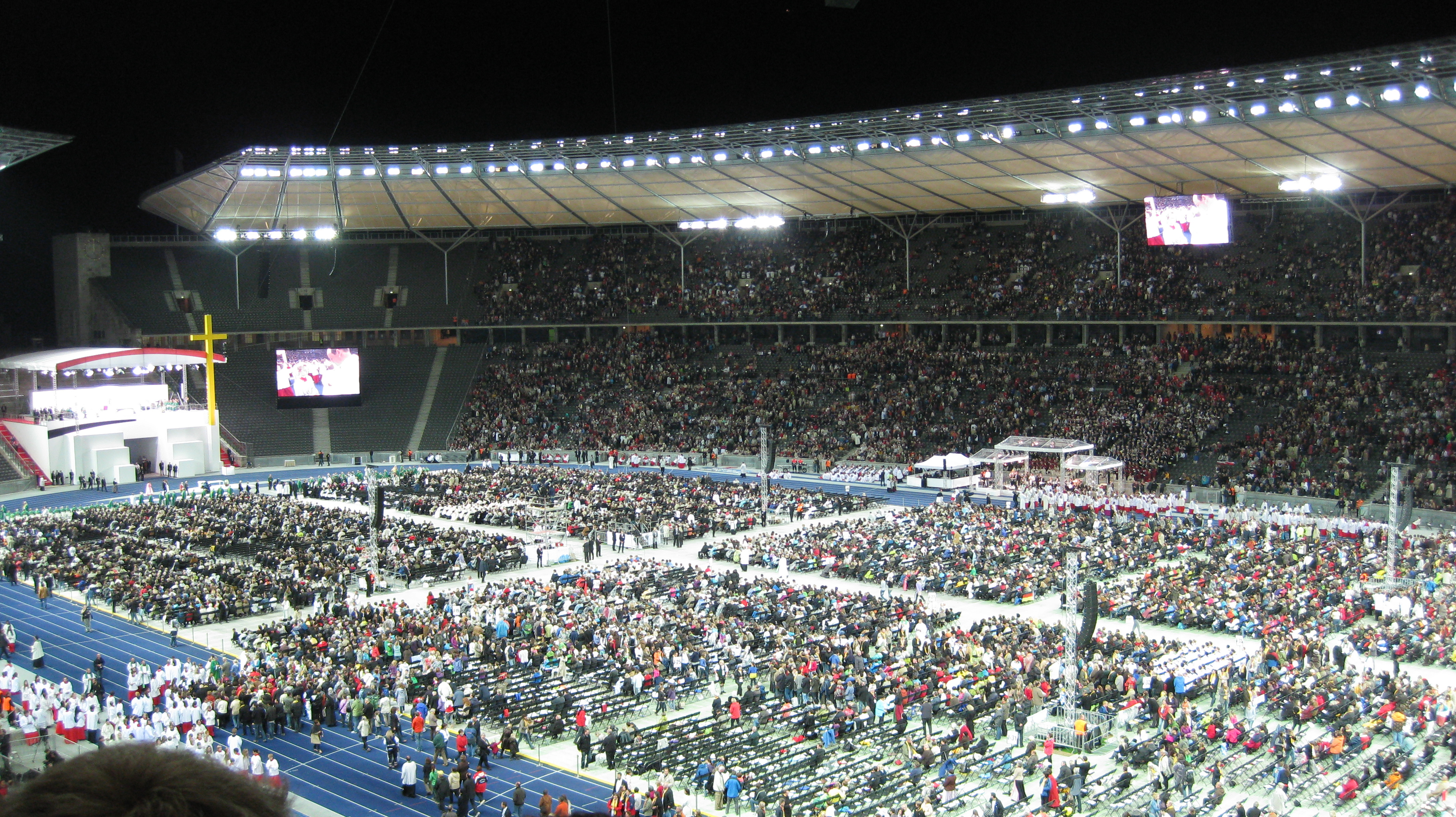
Der Papst feierte mit ca. 61.000 Gläubigen aus aller Welt am 22. September 2011 die Hl. Messe im Olympiastadion in Berlin.

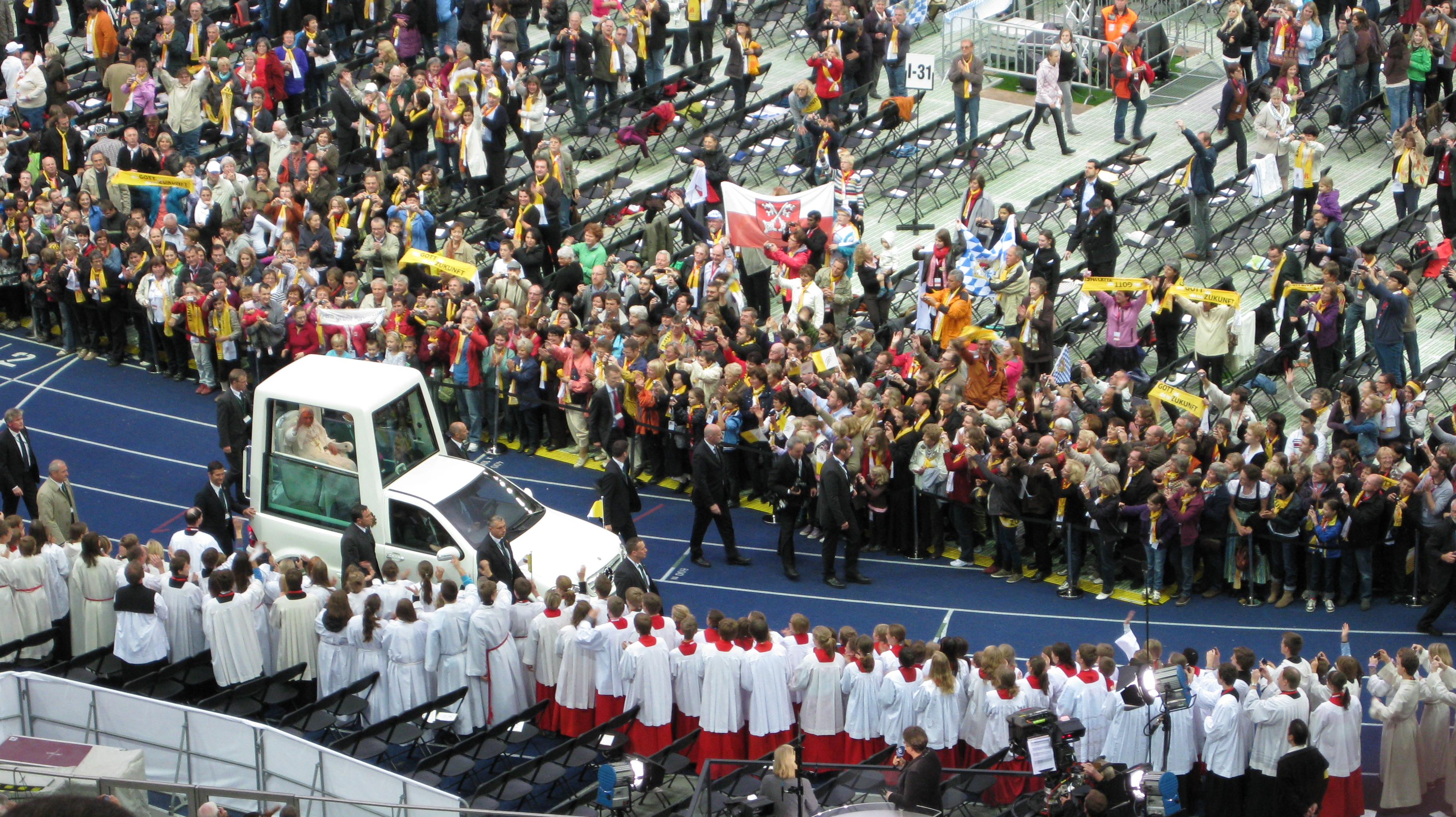
Vor dem Gottesdienst fährt Papst Benedikt XVI. im Papamobil eine Ehrenrunde durch das Olympiastadion in Berlin

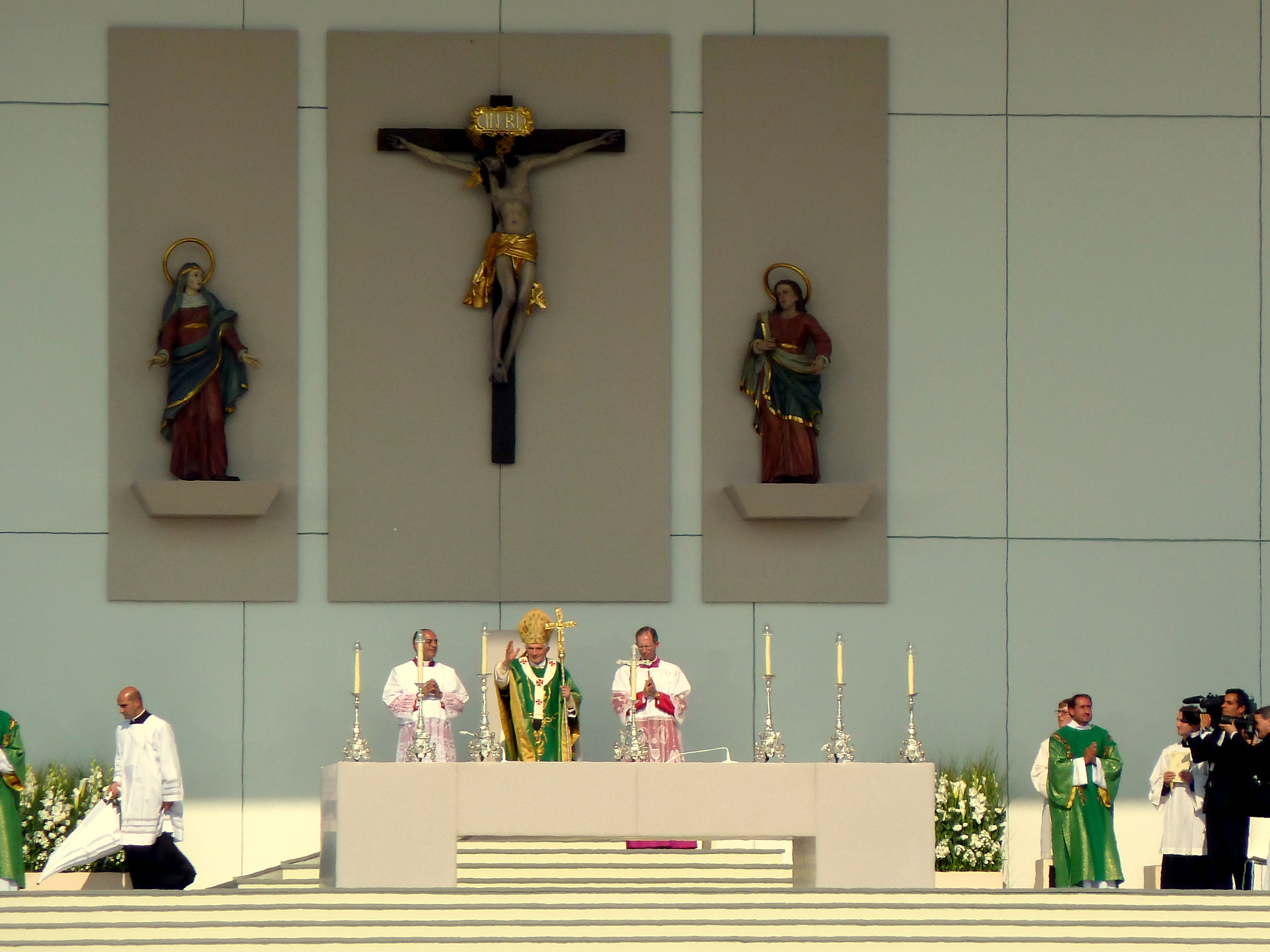
Benedikt XVI. an der Papstmesse in Freiburg, 25. September 2011

Papst Benedikt XVI. landete am Morgen des 22. September 2011 auf dem Flughafen Berlin-Tegel. Dort wurde er unter anderem von Bundespräsident Christian Wulff, dessen Frau Bettina Wulff und Bundeskanzlerin Angela Merkel begrüßt.
Im Anschluss fuhr der Papst zum offiziellen Empfang in das Schloss Bellevue. In seiner Rede verwies der Bundespräsident auf die Verantwortung der Kirche in der modernen Welt.
Benedikt XVI. beklagte in seiner Ansprache unter anderem eine zunehmende Gleichgültigkeit in der Gesellschaft gegenüber der Religion. Der Papst hob zudem den religiösen Charakter seiner Reise hervor. Er sei nicht in erster Linie gekommen, „wie es andere Staatsmänner zu Recht tun, um bestimmte politische und wirtschaftliche Ziele zu verfolgen, sondern um den Menschen zu begegnen und über Gott zu sprechen“.
Danach begab sich der Papst zum Sitz der Deutschen Bischofskonferenz, zu einem Gespräch mit der Bundeskanzlerin. Am Brandenburger Tor protestierten erste Demonstranten gegen den Besuch des Heiligen Vaters. Am Nachmittag hielt Benedikt XVI. als erster Papst überhaupt, eine Rede vor dem Deutschen Bundestag im Reichstagsgebäude. Thema waren Überlegungen über die Grundlagen des Rechts. Er kritisierte unter Bezug auf Hans Kelsen den Rechtspositivismus, Europa sei durch ihn gegenüber den anderen Kulturen der Welt in einen Status der Kulturlosigkeit gerückt. Christlichen Theologen dagegen hätten Vernunft und Natur in ihrem Zueinander als die für alle gültige Rechtsquelle anerkannt. Das Auftreten der ökologischen Bewegung in der deutschen Politik seit den 70er Jahren sei aber ein Schrei nach frischer Luft gewesen. Auch der Mensch habe eine Natur, die er achten müsse und nicht beliebig manipulieren könne. Zahlreiche Abgeordnete blieben der Rede fern, da sie die Trennung zwischen Kirche und Staat verletzt sahen. Im Anschluss begegnete der Papst Vertretern des Zentralrates der Juden in einem Raum des Deutschen Bundestages.
Am Abend zelebrierte Benedikt XVI. eine Heilige Messe im Olympiastadion mit 61.000 Menschen. An dem Gottesdienst nahmen der Bundespräsident, die Bundeskanzlerin, Bundestagspräsident Norbert Lammert und der Regierende Bürgermeister von Berlin, Klaus Wowereit teil. Auch zahlreiche andere Politiker und Prominente waren anwesend.
Zeitgleich zur Messe zogen mehrere tausend Demonstranten vom Potsdamer Platz zur Sankt-Hedwigs-Kathedrale, der Hauptkirche der Berliner Katholiken. Auch Bundestagsabgeordnete nahmen teil, die an der Rede des Papstes im Parlament nicht teilgenommen hatten.
Am 23. September traf der Papst vor seiner Abreise nach Erfurt, am Morgen in der Apostolischen Nuntiatur in Berlin, mit Vertretern des Islams in Deutschland zusammen.
Danach flog der Heilige Vater vom Flughafen Tegel nach Erfurt. Auf dem Flughafen Erfurt-Weimar erwarteten ihn Thüringens Ministerpräsidentin Christine Lieberknecht sowie die Ministerpräsidenten von Sachsen und Sachsen-Anhalt, Stanislaw Tillich und Reiner Haseloff. Als erster Papst besuchte er mit Thüringen ein Kernland der Reformation.
Benedikt XVI. wurde anschließend im Erfurter Dom von Bischof Joachim Wanke empfangen. Danach begegnete er im Kapitelsaal des Augustinerklosters Erfurt, der frühen Wirkungsstätte des Reformators Martin Luther, den führenden Vertretern der Evangelischen Kirche in Deutschland (EKD).
Im Anschluss feierte der Papst einen ökumenischen Gottesdienst im Augustinerkloster. Unter den Teilnehmern war die evangelische Bischöfin Ilse Junkermann und der Vorsitzende des Rates der EKD Nikolaus Schneider. Am Abend flog Benedikt XVI. mit dem Hubschrauber zur Wallfahrtskapelle Etzelsbach im Eichsfeld. Er feierte dort mit 90.000 Pilgern auf einem Feld in der direkten Nähe zur Kapelle eine marianische Vesper. Danach flog der Heilige Vater zurück nach Erfurt. Dort traf er im Priesterseminar mit Opfern sexuellen Missbrauchs durch Priester und kirchliche Mitarbeiter zusammen. Der Heilige Vater sprach den Betroffenen „sein tiefes Mitgefühl und Bedauern“ aus. Anschließend begegnete Benedikt XVI. Menschen, die sich um Missbrauchsopfer kümmern und ihnen helfen. Ein solches Treffen gehörte nicht zum offiziellen Besuchsprogramm des Papstes. Es war jedoch als symbolische Geste erwartet worden. Das Treffen wurde vom Sprecher des Netzwerks von Missbrauchsopfern SNAP (Survivors Network of those Abused by Priests) als „bedeutungslose Geste“ kritisiert.
Am 24. September zelebrierte Benedikt XVI. morgens einen Gottesdienst auf dem Erfurter Domplatz vor rund 30.000 Gläubigen. Der Papst würdigte den Beitrag ostdeutscher Christen zum Mauerfall. „Die neue Freiheit“ habe geholfen, „dem Leben der Menschen größere Würde und vielfältige neue Möglichkeiten zu eröffnen“, sagte Benedikt XVI. Danach flog er zu seiner letzten Station während seines Besuches nach Freiburg.
Nach der Landung am Flughafen Lahr und der Begrüßung durch den Ministerpräsidenten von Baden-Württemberg Winfried Kretschmann, führte er mit diesem ein kurzes Gespräch. Danach fuhr der Papst weiter in die Innenstadt von Freiburg. Nach einer kurzen Fahrt mit dem Papamobil durch die Stadt, folgte ein Besuch des Freiburger Münsters. Dort begrüßte ihn der Erzbischof von Freiburg und Vorsitzende der Deutschen Bischofskonferenz Robert Zollitsch. Im Anschluss richtete der Heilige Vater einen Gruß an die Stadtbevölkerung auf dem Münsterplatz. Benedikt XVI. war der erste Papst, der Freiburg besuchte.
Später kam Benedikt XVI. mit Altkanzler Helmut Kohl im Priesterseminar Freiburg zusammen. Der ehemalige Bundeskanzler wurde von seiner zweiten Ehefrau Maike Kohl-Richter begleitet. Der Papst würdigte die Leistung Kohls für die Deutsche Einheit und für Europa. Im Priesterseminar traf er auch auf Vertreter der orthodoxen Kirchen und rief zu einem gemeinsamen Einsatz aller Christen gegen antireligiöse Tendenzen in der Gesellschaft auf. Er begegnete ebenfalls Priesteramtskandidaten des Seminars und dem Präsidium des Zentralkomitees der deutschen Katholiken. Am Abend feierte Benedikt XVI. zusammen mit 30.000 Jugendlichen eine Vigil mit eucharistischer Anbetung auf dem Gelände der Messe Freiburg.
Am 25. September zelebrierte der Papst mit 100.000 Menschen auf dem Gelände des Flugplatzes Freiburg einen großen Abschlussgottesdienst. Benedikt XVI. rief in seiner Predigt die Katholiken zur Einheit und zu christlicher Demut auf. Die deutsche Kirche werde die Herausforderungen der Gegenwart und Zukunft bestehen, wenn Priester, Ordensleute und Laien „in Einheit zusammenarbeiten“, sagte der Heilige Vater. Seine Wertschätzung sprach er den haupt- und ehrenamtlichen Mitarbeitern der Kirche aus.
Am Nachmittag traf Benedikt XVI. mit Bundesverfassungsrichtern im Priesterseminar von Freiburg zusammen. Im Anschluss hielt der Papst im Konzerthaus von Freiburg eine Rede zu der engagierte Katholiken aus Kirche und Gesellschaft geladen waren. Am Abend führte Benedikt XVI. auf dem Flughafen Lahr ein kurzes Gespräch mit dem Bundespräsidenten. Danach wurde er von diesem offiziell verabschiedet und flog zurück nach Rom.

### Italien (26)
Am 9. Oktober 2011 besuchte Papst Benedikt XVI. mit Lamezia Terme und Serra San Bruno erstmals das süditalienische Kalabrien. In der Kartause des Ordensgründers der Kartäuser, des heiligen Bruno von Köln, der 1101 am Ort des heutigen Klosters Santo Stefano del Bosco gestorben war, feierte er einen abendlichen Vespergottesdienst mit den Kartäusern und besuchte die dortige Krankenstation.

### Italien (27)
Anlässlich des 25. Jahrestages des ersten Friedenstreffens der Weltreligionen, das Papst Johannes Paul II. 1986 in Assisi initiiert hatte, reiste Papst Benedikt XVI. am 27. Oktober 2011 erneut nach Assisi, das er bereits 2007 besucht hatte, zu einem „Tag der Reflexion, des Dialogs und des Gebets für Frieden und Gerechtigkeit“. Auf Einladung des Papstes erneuerten rund 300 Delegierte mehrerer Weltreligionen, u. a. Juden, Muslime, Buddhisten, Hindus, Konfuzianer, Taoisten, Shintoisten, Sikhs, Vertretern von ethnischen Religionen und erstmals auch Nichtglaubende das Versprechen sich für ein Ende von Krieg und Gewalt einzusetzen. Zu den anwesenden Vertretern von 31 christlichen Kirchen gehörten u. a. der Ökumenische Patriarch von Konstantinopel Bartholomäus I., Metropolit Aleksandr von Astana vom Moskauer Patriarchat, der anglikanische Erzbischof Rowan Williams, der Präsident des Lutherischen Weltbundes Munib Younan und der Generalsekretär des Weltkirchenrats Olav Fykse Tveit.

### Benin
Vom 18. bis 20. November 2011 reiste der Papst ins westafrikanische Benin aus Anlass der Unterzeichnung und Veröffentlichung des Nachsynodalen Apostolischen Schreibens „Africae munus“ der Zweiten Sonderversammlung der Bischofssynode für Afrika.

## Reisen 2012

### Mexiko und Kuba
Vom 23. bis 29. März 2012 reiste der Papst nach Mexiko und Kuba, wo er mit Revolutionsführer Fidel Castro zusammentraf. Bei der ersten Übernachtung habe er sich  – nach dem Bericht von Peter Seewald, den dieser wenige Wochen nach dem Tod Benedikts Ende Januar 2023 öffentlich bekannt machte – morgens mit einer Wunde am Kopf und sein Taschentuch blutdurchtränkt gefunden, ohne sich an einen Sturz erinnern zu können. Da sein Leibarzt deshalb auf Kürzung des öffentlichen Programms bei Auslandsreisen bestanden habe, sei ihm klar geworden, dass er den Weltjugendtag Rio de Janeiro im Juli 2013 nicht mehr bewältigen könne und ein neuer Papst die Aufgabe übernehmen müsse.

### Italien (28)
Pastoralbesuch im toskanischen Arezzo am 13. Mai 2012 mit Heiliger Messe, an der auch Italiens Ministerpräsident Mario Monti teilnahm, der der Stadt am selben Tag einen Antrittsbesuch abstattete. Das ursprünglich für den Nachmittag vorgesehene Treffen mit den franziskanischen Gemeinschaften im Wallfahrtsort La Verna, dem Ort, in dem der Hl. Franziskus seine Stigmata empfing, entfiel, da der Hubschrauberflug dorthin wegen schlechten Wetters abgesagt werden musste. Am späten Nachmittag besuchte Papst Benedikt den Ort Sansepolcro.

### Italien (29)
Pastoralbesuch im Erzbistum Mailand zum VII. Weltfamilientreffen vom 1. bis 3. Juni 2012 in Mailand und Bresso. Es war der bislang längste Apostolische Besuch des Papsts in Italien. Am 1. Juni wurde er vom neuen Mailänder Erzbischof Angelo Kardinal Scola begrüßt. Nach einem Treffen mit der Mailänder Bürgerschaft auf dem Domplatz besuchte Papst Benedikt XVI. die von Daniel Barenboim ihm zu Ehren dirigierte 9. Sinfonie Beethovens in der Mailänder Scala. Zum Abschluss des Treffens zelebrierte der Papst eine Heiligen Messe auf dem Flugplatz Mailand-Bresso am Dreifaltigkeitssonntag, den 3. Juni mit rund 850.000 Gläubigen.

### Italien (30)
Pastoralbesuch in der Erdbebenregion Emilia-Romagna am 26. Juni 2012 in San Marino di Carpi-San Lorenzo (Modena) und in Rovereto di Novi, wo der Ortspfarrer Ivan Martini am 29. Mai in seiner Kirche von den herabstürzenden Trümmern erschlagen wurde.

### Italien (31)
Pastoralbesuch in Frascati am 15. Juli 2012.

### Libanon
Am 8. April 2012 wurde bekannt, dass der Papst vom 14. bis 16. September 2012 in den Libanon reisen werde. Er traf dort mit Vertretern von 18 christlichen und muslimischen Gemeinschaften zusammen. Überschattet wurde die Reise vom nahen Bürgerkrieg in Syrien und von antiwestlichen Ausschreitungen im Nahen Osten anlässlich des in den USA produzierten Videofilms Innocence of Muslims. Benedikt traf am 14. September 2012 in Beirut ein und begab sich anschließend in den Marienwallfahrtsort Harissa. Dort unterzeichnete er in der melkitisch-griechischen Basilika St. Paul das Abschlussdokument der Nahost-Bischofssynode vom Herbst 2010, was der eigentliche Anlass dieser Reise war. Am 15. September traf er im Präsidentenpalais in Baabda mit Staatspräsident Michel Sulaiman, Regierungsvertretern und muslimischen Religionsführern zusammen und am Mittag mit den Patriarchen und Bischöfen des Libanon im Sitz des katholisch-armenischen Patriarchats im Kloster Bzommar. Am Abend traf er vor dem maronitischen Kloster Bkerke mit rund 20.000 Jugendlichen zusammen. Außerdem fanden eine ökumenische Begegnung in Charfet und eine Heilige Messe unter freiem Himmel auf dem Gelände des Beirut City Center Waterfront statt. An der Messe nahmen über 300.000 Menschen teil, Benedikt XVI. forderte hierbei die arabischen Länder auf, „gangbare Lösungen“ zu finden, „die die Würde jedes Menschen, seine Rechte und seine Religion achten“.

### Italien (32)
Die letzte Reise des Papstes war am 4. Oktober 2012 ein Pastoralbesuch in den Wallfahrtsort Loreto, den er bereits 2007 besucht hatte.

## Urlaubsreisen
Papst Benedikt XVI. nutzte seinen jährlichen Sommerurlaub zur Abfassung von Enzykliken und wichtigen Reden und zur Arbeit an seinen Jesus-Büchern. In den ersten Jahren bis 2009 reiste er zunächst jeweils rund zwei Wochen in die italienischen Alpen und hielt sich anschließend den Rest des Sommers in der Päpstlichen Sommerresidenz Castel Gandolfo in den Albaner Bergen auf. Seit 2010 verbrachte er den Sommer ausschließlich in Castel Gandolfo. Dort traf er alljährlich mit seinem Schülerkreis – 45 Theologen, darunter Christoph Kardinal Schönborn, die bei ihm promoviert oder sich habilitiert hatten – zu Studientagen zusammen, für die der Papst jeweils ein Thema gesetzt hatte. Seit 2008 wurden die dortigen Tagungen um den Neuen Schülerkreis jüngerer Theologen, darunter Kurt Kardinal Koch, erweitert. Die Messe zu Mariä Himmelfahrt am 15. August zelebrierte Papst Benedikt während seiner Amtszeit jedes Jahr in der Pfarrkirche S. Tommaso da Villanova von Castel Gandolfo.
- 11.–28. Juli 2005: Les Combes di Introd im Aostatal. Abfassung seiner ersten Enzyklika Deus caritas est. Thema des Schülerkreis-Treffens in Castel Gandolfo: Gottesverständnis im Islam.
- 11.–28. Juli 2006: Les Combes di Introd. Abschließende Arbeiten am ersten Band seines Buches Jesus von Nazareth. Am 6. August stellte sich der Papst im Apostolischen Palast von Castel Gandolfo in einem Fernsehinterview den Fragen von vier deutschsprachigen Moderatoren, darunter Thomas Bellut vom ZDF und Eberhard von Gemmingen von Radio Vatikan, das am 13. August, wenige Wochen vor seiner Bayernreise im ZDF, BR und ORF ausgestrahlt wurde. Thema des Schülerkreis-Treffens in Castel Gandolfo: Schöpfung und Evolution.
- 9.–27. Juli 2007: Lorenzago di Cadore in den italienischen Dolomiten. Arbeit am zweiten Teil seines Buches Jesus von Nazareth und an der Enzyklika Spe salvi. Thema des Schülerkreis-Treffens in Castel Gandolfo: Schöpfungslehre und Evolutionsbiologie.
- 28. Juli – 11. August 2008: Brixen mit Angelus-Gebet am 3. und 10. August auf dem Domplatz von Brixen. Im nahegelegenen Weiler Oies der Gemeinde Abtei besuchte der Papst am 5. August das Geburtshaus des heiligen Chinamissionars Josef Freinademetz. Thema des Schülerkreis-Treffens in Castel Gandolfo: Historische Rückfragen an Jesus von Nazareth und die Jesus-Bücher des Papstes.
- 13.–29. Juli 2009: Les Combes di Introd mit Angelusgebet am 19. Juli in Romano Canavese, dem Geburtsort von Kardinalstaatssekretär Tarcisio Bertone, und Besuch der Kathedrale von Aosta am 24. Juli. Arbeit am zweiten Teil seines Jesusbuches. Am 17. Juli wurde er im Krankenhaus „Umberto Parini“ in Aosto operiert, nachdem er sich bei einem Sturz einen Bruch des rechten Handgelenkes zugezogen hatte. Thema des Schülerkreis-Treffens in Castel Gandolfo: Mission und Erstevangelisierung unter den Völkern.
- Im Sommer 2010 hielt sich Papst Benedikt XVI. ab dem 7. Juli ausschließlich in der Päpstlichen Sommerresidenz Castel Gandolfo auf. Er schrieb dort am dritten und letzten Teil seines Jesusbuches und führte eine Woche lang mit Peter Seewald die Gespräche für deren gemeinsames drittes Interviewbuch Licht der Welt. Der Papst, die Kirche und die Zeichen der Zeit. Thema des Schülerkreis-Treffens: Hermeneutik des Zweiten Vatikanischen Konzils.
- Den Sommer 2011 verbrachte er ab 7. Juli in Castel Gandolfo, unterbrochen durch die Reise anlässlich des XXVI. Weltjugendtages in Madrid. Thema des Schülerkreis-Treffens: Neuevangelisierung.
- Den Sommer 2012 verbrachte er vom 3. Juli bis 1. Oktober wieder in Castel Gandolfo und vollendete dort den dritten Band seines Jesus-Buches über die Kindheit Jesu. Am 9. Juli besuchte er von dort aus das vierwöchige Generalkapitel der Steyler Missionare in Nemi, wo Joseph Ratzinger als junger Theologieprofessor 1965 am Entwurf des Konzilsdokumentes über die Mission mitgewirkt hatte. Am 11. Juli traf er in seiner Sommerresidenz anlässlich eines von Daniel Barenboim dirigierten Beethoven-Konzerts des West-Eastern Divan Orchestra mit dem italienischen Staatspräsidenten Giorgio Napolitano zusammen. Thema des Schülerkreis-Treffens: Ökumene mit Luthertum und Anglikanismus.

## Nach dem Pontifikat
Am Tag seiner Emeritierung zog sich Benedikt XVI. nach Castel Gandolfo zurück, wo er am 23. März 2013 erstmals mit dem neuen Papst Franziskus zusammentraf und dort bis zur Fertigstellung seines neuen Wohnsitzes, des Klosters Mater Ecclesiae im Vatikan, am 2. Mai 2013 verblieb. Der Schülerkreis Benedikts XVI. traf sich Ende August 2013 noch einmal in der Päpstlichen Residenz von Castel Gandolfo zu Gesprächen über die Gottesfrage im Horizont der Säkularisierung, an denen der emeritierte Papst jedoch nicht mehr teilnahm, sondern in seinem vatikanischen Kloster blieb.
Auf Einladung von Papst Franziskus verbrachte Benedikt XVI. vom 30. Juni bis 14. Juli 2015 einen zweiwöchigen Urlaub in Castel Gandolfo, wo er am 4. Juli anlässlich der Verleihung zweier Ehrendoktorwürden der Musikakademie Krakau und der Krakauer Päpstlichen Universität Johannes Paul II. erstmals seit seinem Amtsverzicht eine öffentliche Rede hielt.
Vom 18. bis zum 22. Juni 2020 unternahm Benedikt XVI. eine private Reise nach Deutschland, um seinen drei Jahre älteren kranken Bruder in Regensburg zu besuchen. Öffentliche Auftritte, Fototermine oder persönliche Begegnungen mit dem emeritierten Papst wurden dabei ausdrücklich ausgeschlossen.
Benedikt XVI. starb am 31. Dezember 2022 im Kloster Mater Ecclesiae im Alter von 95 Jahren.